# 福岡市の地名
福岡市の地名（ふくおかしのちめい）では、福岡県福岡市の地名の一覧を記す。まず、現行の町名を列挙し、その後、町名の変遷を記述する。

## 現行の町名
現行の町名を、行政区別・五十音順に列挙する。

### 東区
- 青葉1丁目〜7丁目
- 大岳1丁目〜4丁目
- 貝塚団地
- 香椎1丁目〜6丁目
- 大字香椎
- 香椎駅東1丁目〜4丁目
- 香椎駅前1丁目〜3丁目
- 香椎台1丁目〜5丁目
- 香椎団地
- 香椎照葉1丁目〜7丁目
- 香椎浜1丁目〜4丁目
- 香椎浜ふ頭1丁目〜4丁目
- 香住ヶ丘1丁目〜7丁目
- 大字勝馬
- 蒲田1丁目〜5丁目
- 大字上和白
- 雁の巣1丁目〜2丁目

- 郷口町
- 西戸崎1丁目〜6丁目
- 大字西戸崎
- 塩浜1丁目〜3丁目
- 大字志賀島
- 下原1丁目〜5丁目
- 大字下原
- 社領1丁目〜3丁目
- 城浜団地
- 高美台1丁目〜4丁目
- 多々良1丁目〜2丁目
- 多の津1丁目〜5丁目
- 千早1丁目〜6丁目
- 土井1丁目〜4丁目
- 唐原1丁目〜7丁目
- 名子1丁目〜3丁目
- 大字名子

- 名島1丁目〜5丁目
- 奈多1丁目〜3丁目
- 奈多団地
- 大字奈多
- 箱崎1丁目〜7丁目
- 箱崎ふ頭1丁目〜6丁目
- 筥松1丁目〜4丁目
- 筥松新町
- 八田1丁目〜4丁目
- 大字浜男
- 原田1丁目〜4丁目
- 東浜1丁目〜2丁目
- 大字弘
- 二又瀬
- 二又瀬新町
- 馬出1丁目〜6丁目
- 舞松原1丁目〜6丁目

- 松香台1丁目〜2丁目
- 松崎1丁目〜4丁目
- 松島1丁目〜6丁目
- 松田1丁目〜3丁目
- 御島崎1丁目〜2丁目
- 水谷1丁目〜3丁目
- 三苫1丁目〜8丁目
- 大字三苫
- みどりが丘1丁目〜3丁目
- みなと香椎1丁目〜4丁目
- 美和台1丁目〜7丁目
- 美和台新町
- 若宮1丁目〜5丁目
- 和白1丁目〜6丁目
- 和白丘1丁目〜4丁目
- 和白東1丁目〜5丁目

### 博多区
- 相生町1丁目〜3丁目
- 青木1丁目〜2丁目
- 大字青木
- 井相田1丁目〜3丁目
- 板付1丁目〜7丁目
- 大字板付
- 浦田1丁目〜2丁目
- 榎田1丁目〜2丁目
- 大井1丁目〜2丁目
- 沖浜町
- 堅粕1丁目〜5丁目
- 大字堅粕
- 金の隈1丁目〜3丁目
- 大字金隈
- 大字上臼井
- 上川端町
- 上呉服町
- 大字上月隈
- 上牟田1丁目〜3丁目
- 神屋町
- 祇園町

- 銀天町1丁目〜3丁目
- 空港前1丁目〜5丁目
- 御供所町
- 寿町1丁目〜3丁目
- 古門戸町
- 大字雀居
- 三筑1丁目〜2丁目
- 山王1丁目〜2丁目
- 東雲町1丁目〜4丁目
- 大字下臼井
- 下川端町
- 下呉服町
- 大字下月隈
- 昭南町1丁目〜3丁目
- 新和町1丁目〜2丁目
- 須崎町
- 住吉1丁目〜5丁目
- 石城町
- 大博町
- 竹丘町1丁目〜3丁目
- 竹下1丁目〜5丁目

- 築港本町
- 千代1丁目〜6丁目
- 月隈1丁目〜6丁目
- 綱場町
- 対馬小路
- 店屋町
- 東光1丁目〜2丁目
- 東光寺町1丁目〜2丁目
- 那珂1丁目〜6丁目
- 中呉服町
- 中洲1丁目〜5丁目
- 中洲中島町
- 奈良屋町
- 西月隈1丁目〜6丁目
- 西春町1丁目〜4丁目
- 博多駅中央街
- 博多駅東1丁目〜3丁目
- 博多駅前1丁目〜4丁目
- 博多駅南1丁目〜6丁目
- 春町1丁目〜3丁目
- 半道橋1丁目〜2丁目

- 比恵町
- 東公園
- 東月隈1丁目〜5丁目
- 東那珂1丁目〜3丁目
- 東比恵1丁目〜4丁目
- 東平尾1丁目〜3丁目
- 東平尾公園1丁目〜2丁目
- 大字東平尾
- 光丘町1丁目〜3丁目
- 南八幡町1丁目〜2丁目
- 南本町1丁目〜2丁目
- 美野島1丁目〜4丁目
- 麦野1丁目〜6丁目
- 元町1丁目〜3丁目
- 諸岡1丁目〜6丁目
- 豊1丁目〜2丁目
- 吉塚1丁目〜8丁目
- 吉塚本町
- 立花寺1丁目〜2丁目
- 大字立花寺
- 冷泉町

### 中央区
- 赤坂1丁目〜3丁目
- 荒津1丁目〜2丁目
- 荒戸1丁目〜3丁目
- 伊崎
- 今泉1丁目〜2丁目
- 今川1丁目〜2丁目
- 大手門1丁目〜3丁目
- 大濠1丁目〜2丁目
- 大濠公園
- 大宮1丁目〜2丁目
- 小笹1丁目〜5丁目
- 清川1丁目〜3丁目
- 草香江1丁目〜2丁目

- 黒門
- 警固1丁目〜3丁目
- 御所ヶ谷
- 桜坂1丁目〜3丁目
- 笹丘1丁目〜3丁目
- 山荘通3丁目
- 地行1丁目〜4丁目
- 地行浜1丁目〜2丁目
- 浄水通
- 城内
- 白金1丁目〜2丁目
- 大名1丁目〜2丁目
- 高砂1丁目〜2丁目

- 谷1丁目〜2丁目
- 輝国1丁目〜2丁目
- 天神1丁目〜5丁目
- 唐人町1丁目〜3丁目
- 鳥飼1丁目〜3丁目
- 長浜1丁目〜3丁目
- 那の川2丁目
- 那の津1丁目〜5丁目
- 西公園
- 西中洲
- 梅光園1丁目〜3丁目
- 梅光園団地
- 春吉1丁目〜3丁目

- 平尾1丁目〜5丁目
- 平丘町
- 平尾浄水町
- 福浜1丁目〜2丁目
- 古小烏町
- 平和3丁目・5丁目
- 舞鶴1丁目〜3丁目
- 港1丁目〜3丁目
- 南公園
- 薬院1丁目〜4丁目
- 薬院伊福町
- 六本松1丁目〜4丁目
- 渡辺通1丁目〜5丁目

### 南区
- 井尻1丁目〜5丁目
- 市崎1丁目〜2丁目
- 大池1丁目〜2丁目
- 大楠1丁目〜3丁目
- 大橋1丁目〜4丁目
- 大橋団地
- 曰佐1丁目〜5丁目
- 折立町
- 柏原1丁目〜7丁目
- 大字柏原
- 警弥郷1丁目〜3丁目
- 五十川1丁目〜2丁目
- 皿山1丁目〜4丁目

- 塩原1丁目〜4丁目
- 清水1丁目〜4丁目
- 大平寺1丁目〜2丁目
- 多賀1丁目〜2丁目
- 高木1丁目〜3丁目
- 高宮1丁目〜5丁目
- 玉川町
- 筑紫丘1丁目〜2丁目
- 鶴田1丁目〜4丁目
- 寺塚1丁目〜2丁目
- 中尾1丁目〜3丁目
- 長丘1丁目〜5丁目
- 長住1丁目〜7丁目

- 那の川1丁目〜2丁目
- 西長住1丁目〜3丁目
- 野多目1丁目〜6丁目
- 野間1丁目〜4丁目
- 花畑1丁目〜4丁目
- 桧原1丁目〜7丁目
- 大字桧原
- 平和1丁目・2丁目・4丁目
- 的場1丁目〜2丁目
- 南大橋1丁目〜2丁目
- 三宅1丁目〜3丁目
- 向新町1丁目〜2丁目

- 向野1丁目〜2丁目
- 屋形原1丁目〜5丁目
- 弥永1丁目〜5丁目
- 弥永団地
- 柳河内1丁目〜2丁目
- 柳瀬1丁目〜2丁目
- 横手1丁目〜4丁目
- 横手南町
- 老司1丁目〜5丁目
- 若久1丁目〜6丁目
- 若久団地
- 和田1丁目〜4丁目

### 城南区
- 荒江1丁目
- 荒江団地
- 飯倉1丁目
- 梅林1丁目〜5丁目
- 大字梅林
- 片江1丁目〜5丁目
- 大字片江
- 金山団地

- 城西団地
- 神松寺1丁目〜3丁目
- 宝台団地
- 田島1丁目〜6丁目
- 茶山1丁目〜6丁目
- 堤1丁目〜2丁目
- 堤団地
- 友丘1丁目〜6丁目

- 鳥飼4丁目〜7丁目
- 長尾1丁目〜5丁目
- 七隈1丁目〜8丁目
- 西片江1丁目〜2丁目
- 大字野芥
- 樋井川1丁目〜7丁目
- 東油山1丁目〜6丁目

- 大字東油山
- 別府1丁目〜7丁目
- 別府団地
- 干隈1丁目〜2丁目
- 松山1丁目〜2丁目
- 南片江1丁目〜6丁目
- 友泉亭

### 早良区
- 曙1丁目〜2丁目
- 荒江2丁目〜3丁目
- 有田1丁目〜8丁目
- 有田団地
- 飯倉2丁目〜8丁目
- 大字飯場
- 大字石釜
- 大字板屋
- 内野1丁目〜8丁目
- 大字内野
- 梅林6丁目〜7丁目
- 大字梅林
- 大字小笠木
- 大字金武

- 賀茂1丁目〜4丁目
- 小田部1丁目〜7丁目
- 早良1丁目〜7丁目
- 大字椎原
- 四箇1丁目〜6丁目
- 四箇田団地
- 大字四箇
- 重留1丁目〜8丁目
- 大字重留
- 城西1丁目〜3丁目
- 昭代1丁目〜3丁目
- 次郎丸1丁目〜6丁目
- 祖原

- 高取1丁目〜2丁目
- 田隈1丁目〜3丁目
- 田村1丁目〜7丁目
- 大字西油山
- 西入部1丁目〜5丁目
- 大字西入部
- 西新1丁目〜7丁目
- 大字西
- 野芥1丁目〜8丁目
- 大字野芥
- 原1丁目〜8丁目
- 原団地
- 東入部1丁目〜8丁目

- 大字東入部
- 藤崎1丁目〜2丁目
- 干隈3丁目〜6丁目
- 星の原団地
- 大字曲渕
- 南庄1丁目〜6丁目
- 室住団地
- 室見1丁目〜5丁目
- 百道1丁目〜3丁目
- 百道浜1丁目〜4丁目
- 弥生1丁目〜2丁目
- 脇山1丁目〜2丁目
- 大字脇山

### 西区
- 愛宕1丁目〜4丁目
- 愛宕浜1丁目〜4丁目
- 愛宕南1丁目〜2丁目
- 大字飯氏
- 大字飯盛
- 壱岐団地
- 生の松原1丁目〜4丁目
- 生松台1丁目〜3丁目
- 石丸1丁目〜4丁目
- 泉1丁目〜3丁目
- 今宿1丁目〜3丁目
- 今宿青木
- 今宿駅前1丁目
- 今宿上ノ原
- 今宿西1丁目
- 今宿東1丁目〜3丁目
- 今宿町
- 今津
- 大字宇田川原

- 内浜1丁目〜2丁目
- 大町団地
- 小戸1丁目〜5丁目
- 大字小呂島
- 学園通1丁目〜3丁目
- 大字金武
- 上山門1丁目〜3丁目
- 北原1丁目〜2丁目
- 九大新町
- 大字草場
- 大字桑原
- 大字玄界島
- 大字小田
- 西都1丁目〜2丁目
- 下山門1丁目〜4丁目
- 下山門団地
- 大字下山門
- 十郎川団地
- 拾六町1丁目〜5丁目
- 拾六町団地

- 大字拾六町
- 城の原団地
- 周船寺1丁目〜3丁目
- 大字周船寺
- 大字千里
- 田尻1丁目〜3丁目
- 田尻東1丁目〜4丁目
- 太郎丸1丁目〜4丁目
- 大字太郎丸
- 大字田
- 戸切1丁目〜3丁目
- 大字徳永
- 徳永北
- 豊浜1丁目〜3丁目
- 大字西入部
- 大字西浦
- 西の丘1丁目〜3丁目
- 野方1丁目〜7丁目

- 大字野方
- 能古
- 橋本1丁目〜2丁目
- 大字橋本
- 大字羽根戸
- 福重1丁目〜5丁目
- 福重団地
- 富士見1丁目〜3丁目
- 丸川1丁目〜2丁目
- 大字宮浦
- 大字女原
- 女原北
- 室見が丘1丁目〜3丁目
- 姪の浜1丁目〜6丁目
- 姪浜駅南1丁目〜4丁目
- 大字元岡
- 元浜1丁目〜4丁目
- 横浜1丁目〜3丁目
- 大字吉武

## 地名の変遷
大字と町に分けて記述する。ここでは、周辺町村からの編入時点での大字のほかに、町や字、大字を編成しなかった自治体などにおいて編入時に町名設置されたものも等しく大字として扱うこととする。また、町については、福岡市編入の後に町名設置を行った地区のほかに、市制施行当初よりの市域(旧福岡区)の町についても町として扱うことにする。

福岡市は1972年に政令指定都市を施行しており、その際に東区・博多区・中央区・南区・(旧)西区を設置しており、住所表記にこれら行政区を追加している(例：福岡市天神1丁目→福岡市中央区天神1丁目)。その後、1982年に(旧)西区が(新)西区・城南区・早良区に分割し、現在の7区になっている。

### 大字
1912年から1975年にかけて、福岡市は周辺の町村を順次編入した。福岡市は大字のうち市街化が進んだ地区に町名設置を行う方式を取っているため、現在でも大字が非常に多く残っている。1912年から1975年にかけて周辺の町村を編入しており、その後町名設置が行われている。したがって、まずは、編入された町字についてを先に時系列順に記述する。なお、早良町を除けば全域が政令指定都市施行前の編入であることや、ひとつの大字が区界をまたぐ事例が多数存在するため、現在の行政区で区別せずに記述する。なお、福岡市編入後に大字が新設された事例が1件のみ(大字弘)存在するため、これについてはそちらに記述する。

| 編入年 | 旧町村・大字名（福岡市編入時点） | 編入後の大字名       | 現存の可否(消滅した場合は消滅年) | 所属区(1972年以降に消滅したものに限る) | 備考 |
| ------ | -------------------------------- | -------------------- | -------------------------------- | -------------------------------------- | --- |
| 1912年 | 警固村大字薬院                   | 大字薬院             | 2008年?                          | 中央区                                 | |
| 1912年 | 警固村大字下警固                 | 大字下警固           | 1967年                           |                                        | |
| 1912年 | 警固村大字庄                     | 大字庄               | 1967年                           |                                        | |
| 1912年 | 警固村大字今泉                   | 大字今泉             | 1967年                           |                                        | |
| 1915年 | 豊平村大字豊富                   | 大字豊富             | 1920年                           |                                        | |
| 1919年 | 鳥飼村大字谷                     | 大字谷               | 1972年                           | 中央区                                 | |
| 1919年 | 鳥飼村大字鳥飼                   | 大字鳥飼             | 1972年                           | 中央区                                 | 村制時に福岡区西町の一部を編入している。                                                                                                 |
| 1922年 | 西新町大字西新町・大字麁原       | 西新町               | 1973年                           | 西区                                   | 西新町は福岡市編入時に2大字をまとめて福岡市西新町とした。                                                                                |
| 1922年 | 住吉町大字住吉                   | 大字住吉             | 1971年                           |                                        | |
| 1922年 | 住吉町大字春吉                   | 大字春吉             | 1969年                           |                                        | |
| 1926年 | 八幡村大字高宮                   | 大字高宮             | 1968年                           |                                        | |
| 1926年 | 八幡村大字野間                   | 大字野間             | 1985年                           | 南区                                   | |
| 1926年 | 八幡村大字若久                   | 大字若久             | 1980年                           | 南区                                   | |
| 1926年 | 八幡村大字屋形原                 | 大字屋形原           | 消滅年不詳                       | 南区                                   | |
| 1926年 | 八幡村大字平尾                   | 大字平尾             | 2008年?                          | 中央区                                 | |
| 1928年 | 堅粕町大字西堅粕                 | 大字西堅粕           | 1974年                           | 博多区                                 | |
| 1928年 | 堅粕町大字松園                   | 大字松園             | 1952年                           |                                        | |
| 1928年 | 堅粕町大字比恵                   | 大字比恵             | 1969年                           |                                        | |
| 1928年 | 堅粕町大字犬飼                   | 大字犬飼             | 1969年                           |                                        | |
| 1928年 | 堅粕町大字金平                   | 大字金平             | 1974年                           | 東区                                   | 1915年、豊平村より堅粕村に編入された。                                                                                                   |
| 1928年 | 千代町大字馬出                   | 大字馬出             | 1974年                           | 東区                                   | |
| 1928年 | 千代町大字堅粕                   | 大字堅粕             | 現存                             | 博多区                                 | |
| 1928年 | 千代町字千代町1丁目〜3丁目       | 字千代町1丁目〜3丁目 | 1974年                           | 博多区                                 | 大字なしで、小字を住所表記に用いる地域という扱いになっている。1974年まで、実質的な通称町名として機能し、すべて千代1丁目〜6丁目となった。 |
| 1928年 | 千代町字妙見町                   | 字妙見町             | 1974年                           | 博多区                                 | 大字なしで、小字を住所表記に用いる地域という扱いになっている。1974年まで、実質的な通称町名として機能し、すべて千代1丁目〜6丁目となった。 |
| 1928年 | 千代町字栄町                     | 字栄町               | 1974年                           | 博多区                                 | 大字なしで、小字を住所表記に用いる地域という扱いになっている。1974年まで、実質的な通称町名として機能し、すべて千代1丁目〜6丁目となった。 |
| 1928年 | 千代町字西門橋通                 | 字西門橋通           | 1974年                           | 博多区                                 | 大字なしで、小字を住所表記に用いる地域という扱いになっている。1974年まで、実質的な通称町名として機能し、すべて千代1丁目〜6丁目となった。 |
| 1928年 | 千代町字大学通1丁目〜3丁目       | 字大学通1丁目〜3丁目 | 1974年                           | 博多区                                 | 大字なしで、小字を住所表記に用いる地域という扱いになっている。1974年まで、実質的な通称町名として機能し、すべて千代1丁目〜6丁目となった。 |
| 1928年 | 千代町字千代橋通                 | 字千代橋通           | 1974年                           | 博多区                                 | 大字なしで、小字を住所表記に用いる地域という扱いになっている。1974年まで、実質的な通称町名として機能し、すべて千代1丁目〜6丁目となった。 |
| 1928年 | 千代町字千代                     | 字千代               | 1974年                           | 博多区                                 | 大字なしで、小字を住所表記に用いる地域という扱いになっている。1974年まで、実質的な通称町名として機能し、すべて千代1丁目〜6丁目となった。 |
| 1928年 | 千代町字崇福寺新町               | 字崇福寺新町         | 1974年                           | 博多区                                 | 大字なしで、小字を住所表記に用いる地域という扱いになっている。1974年まで、実質的な通称町名として機能し、すべて千代1丁目〜6丁目となった。 |
| 1928年 | 千代町字真砂町                   | 字真砂町             | 1974年                           | 博多区                                 | 大字なしで、小字を住所表記に用いる地域という扱いになっている。1974年まで、実質的な通称町名として機能し、すべて千代1丁目〜6丁目となった。 |
| 1928年 | 千代町字宝来町                   | 字宝来町             | 1974年                           | 博多区                                 | 大字なしで、小字を住所表記に用いる地域という扱いになっている。1974年まで、実質的な通称町名として機能し、すべて千代1丁目〜6丁目となった。 |
| 1928年 | 千代町字水茶屋町                 | 字水茶屋町           | 1974年                           | 博多区                                 | 大字なしで、小字を住所表記に用いる地域という扱いになっている。1974年まで、実質的な通称町名として機能し、すべて千代1丁目〜6丁目となった。 |
| 1928年 | 千代町字旭町                     | 字旭町               | 1974年                           | 博多区                                 | 大字なしで、小字を住所表記に用いる地域という扱いになっている。1974年まで、実質的な通称町名として機能し、すべて千代1丁目〜6丁目となった。 |
| 1928年 | 千代町字千代橋町                 | 字千代橋町           | 1974年                           | 博多区                                 | 大字なしで、小字を住所表記に用いる地域という扱いになっている。1974年まで、実質的な通称町名として機能し、すべて千代1丁目〜6丁目となった。 |
| 1928年 | 千代町字緑町                     | 字緑町               | 1974年                           | 博多区                                 | 大字なしで、小字を住所表記に用いる地域という扱いになっている。1974年まで、実質的な通称町名として機能し、すべて千代1丁目〜6丁目となった。 |
| 1929年 | 樋井川村大字上長尾               | 大字上長尾           | 1982年                           | 西区                                   | |
| 1929年 | 樋井川村大字上長尾               | 大字上長尾           | 1985年                           | 南区                                   | |
| 1929年 | 樋井川村大字下長尾               | 大字下長尾           | 1972年                           | 南区                                   | |
| 1929年 | 樋井川村大字下長尾               | 大字下長尾           | 1973年                           | 南区・西区                             | |
| 1929年 | 樋井川村大字田島                 | 大字田島             | 1973年                           | 中央区                                 | |
| 1929年 | 樋井川村大字田島                 | 大字田島             | 1977年                           | 西区                                   | |
| 1929年 | 樋井川村大字片江                 | 大字片江             | 現存                             | 城南区                                 | |
| 1929年 | 樋井川村大字桧原                 | 大字桧原             | 現存                             | 南区                                   | |
| 1929年 | 樋井川村大字桧原                 | 大字桧原             | 1982年                           | 城南区                                 | |
| 1929年 | 樋井川村大字堤                   | 大字堤               | 1982年                           | 城南区                                 | |
| 1929年 | 樋井川村大字柏原                 | 大字柏原             | 現存                             | 南区                                   | |
| 1929年 | 樋井川村大字東油山               | 大字東油山           | 現存                             | 城南区                                 | |
| 1929年 | 原村大字荒江                     | 大字荒江             | 1973年                           | 西区                                   | |
| 1929年 | 原村大字飯倉                     | 大字飯倉             | 1977年                           | 西区                                   | |
| 1929年 | 原村大字原                       | 大字原               | 1982年                           | 早良区                                 | |
| 1929年 | 原村大字七隈                     | 大字七隈             | 1982年                           | 城南区                                 | |
| 1929年 | 原村大字有田                     | 大字有田             | 1984年                           | 早良区                                 | |
| 1929年 | 原村大字小田部                   | 大字小田部           | 1984年                           | 早良区                                 | |
| 1929年 | 原村大字小田部                   | 大字小田部           | 1987年                           | 西区                                   | |
| 1929年 | 原村大字庄                       | 大字庄               | 2002年                           | 西区                                   | |
| 1933年 | 席田村大字金隈                   | 大字金隈             | 現存                             | 博多区                                 | |
| 1933年 | 席田村大字立花寺                 | 大字立花寺           | 現存                             | 博多区                                 | |
| 1933年 | 席田村大字上月隈                 | 大字上月隈           | 現存                             | 博多区                                 | |
| 1933年 | 席田村大字下月隈                 | 大字下月隈           | 現存                             | 博多区                                 | |
| 1933年 | 席田村大字雀居                   | 大字雀居             | 現存                             | 博多区                                 | |
| 1933年 | 席田村大字平尾                   | 大字東平尾           | 現存                             | 博多区                                 | 現・中央区の平尾との同名回避のため改称。                                                                                                 |
| 1933年 | 席田村大字青木                   | 大字青木             | 現存                             | 博多区                                 | |
| 1933年 | 席田村大字上臼井                 | 大字上臼井           | 現存                             | 博多区                                 | |
| 1933年 | 席田村大字下臼井                 | 大字下臼井           | 現存                             | 博多区                                 | 箱崎町域にも下臼井が存在した。こちらはのちに東区となった。                                                                               |
| 1933年 | 姪浜町                           | 姪浜町               | 2002年                           | 西区                                   | |
| 1933年 | 三宅村大字老司                   | 大字老司             | 消滅年不詳                       | 南区                                   | |
| 1933年 | 三宅村大字野多目                 | 大字野多目           | 消滅年不詳                       | 南区                                   | |
| 1933年 | 三宅村大字和田                   | 大字和田             | 消滅年不詳                       | 南区                                   | |
| 1933年 | 三宅村大字三宅                   | 大字三宅             | 消滅年不詳                       | 南区                                   | |
| 1933年 | 三宅村大字塩原                   | 大字塩原             | 1983年                           | 南区                                   | |
| 1933年 | 三宅村大字清水                   | 大字清水             | 1971年                           |                                        | |
| 1941年 | 箱崎町大字箱崎                   | 大字箱崎             | 1987年                           | 東区                                   | |
| 1941年 | 箱崎町大字下臼井                 | 大字下臼井の一部     | 消滅年不詳                       | 東区                                   | 下臼井は旧・席田村域にも存在し、政令指定都市施行の折に博多区・東区に分かれた。                                                           |
| 1941年 | 壱岐村大字戸切                   | 大字戸切             | 1986年                           | 西区                                   | |
| 1941年 | 壱岐村大字野方                   | 大字野方             | 現存                             | 西区                                   | |
| 1941年 | 壱岐村大字橋本                   | 大字橋本             | 現存                             | 西区                                   | |
| 1941年 | 壱岐村大字橋本                   | 大字橋本             | 1984年                           | 早良区                                 | |
| 1941年 | 壱岐村大字福重                   | 大字福重             | 1987年                           | 西区                                   | |
| 1941年 | 壱岐村大字石丸                   | 大字石丸             | 消滅年不詳                       | 西区                                   | |
| 1941年 | 壱岐村大字拾六町                 | 大字拾六町           | 現存                             | 西区                                   | |
| 1941年 | 壱岐村大字下山門                 | 大字下山門           | 現存                             | 西区                                   | |
| 1941年 | 能古村                           | 能古                 | 現存                             | 西区                                   | |
| 1941年 | 今宿村大字青木                   | 今宿青木             | 現存                             | 西区                                   | |
| 1941年 | 今宿村大字上ノ原                 | 今宿上ノ原           | 現存                             | 西区                                   | |
| 1941年 | 今宿村大字谷                     | 今宿町               | 現存                             | 西区                                   | |
| 1941年 | 今宿村大字横浜                   | 横浜                 | 消滅年不詳                       | 西区                                   | 1920年までは徳永と称した。 |
| 1942年 | 今津村                           | 今津                 | 現存                             | 西区                                   | |
| 1954年 | 曰佐村大字上曰佐                 | 大字上曰佐           | 1982年                           | 南区                                   | |
| 1954年 | 曰佐村大字下曰佐                 | 大字下曰佐           | 1986年                           | 南区                                   | |
| 1954年 | 曰佐村大字横手                   | 大字横手             | 1982年                           | 南区                                   | |
| 1954年 | 曰佐村大字井尻                   | 大字井尻             | 1979年                           | 南区                                   | |
| 1954年 | 曰佐村大字警弥郷                 | 大字警弥郷           | 1982年                           | 南区                                   | |
| 1954年 | 曰佐村大字五十川                 | 大字五十川           | 1981年                           | 博多区                                 | |
| 1954年 | 曰佐村大字五十川                 | 大字五十川           | 1979年                           | 南区                                   | |
| 1954年 | 曰佐村大字平原                   | 大字平原             | 1979年                           | 博多区                                 | |
| 1954年 | 曰佐村大字平原                   | 大字平原             | 1982年                           | 南区                                   | |
| 1954年 | 田隈村大字干隈                   | 大字干隈             | 1982年                           | 早良区・城南区                         | |
| 1954年 | 田隈村大字梅林                   | 大字梅林             | 現存                             | 早良区・城南区                         | |
| 1954年 | 田隈村大字野芥                   | 大字野芥             | 現存                             | 早良区・城南区                         | |
| 1954年 | 田隈村大字西油山                 | 大字西油山           | 現存                             | 早良区                                 | |
| 1954年 | 田隈村大字西脇                   | 大字西脇             | 1983年                           | 早良区                                 | |
| 1954年 | 田隈村大字免                     | 大字免               | 1982年                           | 早良区                                 | |
| 1954年 | 田隈村大字次郎丸                 | 大字次郎丸           | 消滅年不詳                       | 早良区                                 | |
| 1954年 | 田隈村大字田                     | 大字田               | 消滅年不詳                       | 早良区                                 | |
| 1954年 | 田隈村大字田                     | 大字田               | 現存                             | 西区                                   | |
| 1955年 | 香椎町大字香椎                   | 大字香椎             | 現存                             | 東区                                   | |
| 1955年 | 香椎町大字浜男                   | 大字浜男             | 現存                             | 東区                                   | |
| 1955年 | 香椎町大字唐原                   | 大字唐原             | 消滅年不詳                       | 東区                                   | |
| 1955年 | 香椎町大字下原                   | 大字下原             | 現存                             | 東区                                   | |
| 1955年 | 香椎町大字御幸町                 | 大字御幸町           | 1980年                           | 東区                                   | 1941年、埋め立てにより新設された。 |
| 1955年 | 多々良町大字蒲田                 | 大字蒲田             | 現存                             | 東区                                   | |
| 1955年 | 多々良町大字名子                 | 大字名子             | 現存                             | 東区                                   | |
| 1955年 | 多々良町大字八田                 | 大字八田             | 消滅年不詳                       | 東区                                   | |
| 1955年 | 多々良町大字土井                 | 大字土井             | 消滅年不詳                       | 東区                                   | |
| 1955年 | 多々良町大字津屋                 | 大字津屋             | 1985年                           | 東区                                   | |
| 1955年 | 多々良町大字多田羅               | 大字多田羅           | 1985年                           | 東区                                   | |
| 1955年 | 多々良町大字松崎                 | 大字松崎             | 1985年                           | 東区                                   | |
| 1955年 | 多々良町大字名島                 | 大字名島             | 1982年                           | 東区                                   | |
| 1955年 | 多々良町大字千早                 | 大字千早             | 1982年                           | 東区                                   | 1941年、埋め立てにより新設された。 |
| 1955年 | 那珂町大字板付                   | 大字板付             | 現存                             | 博多区                                 | |
| 1955年 | 那珂町大字麦野                   | 大字麦野             | 1971年                           |                                        | |
| 1955年 | 那珂町大字諸岡                   | 大字諸岡             | 1968年                           |                                        | |
| 1955年 | 那珂町大字東光寺                 | 大字東光寺           | 1981年                           | 博多区                                 | 区画整理で新設された字川瀬を含むとする場合がある。詳細は町名の項目を参照。                                                               |
| 1955年 | 那珂町大字那珂                   | 大字那珂             | 1981年                           | 博多区                                 | |
| 1955年 | 那珂町大字竹下                   | 大字竹下             | 1981年                           | 博多区                                 | |
| 1955年 | 那珂町大字井相田                 | 大字井相田           | 1971年                           |                                        | |
| 1955年 | 那珂町榊田町                     | 榊田町               | 1971年                           |                                        | 福岡市編入前に既に町名設置が行われていた区域。町名設置の詳細について、「博多区」の節で再掲する。                                         |
| 1955年 | 那珂町宮下町                     | 宮下町               | 1971年                           |                                        | 福岡市編入前に既に町名設置が行われていた区域。町名設置の詳細について、「博多区」の節で再掲する。                                         |
| 1955年 | 那珂町扇町                       | 扇町                 | 1971年                           |                                        | 福岡市編入前に既に町名設置が行われていた区域。町名設置の詳細について、「博多区」の節で再掲する。                                         |
| 1955年 | 那珂町東光寺本町                 | 東光寺本町           | 1981年                           | 博多区                                 | 福岡市編入前に既に町名設置が行われていた区域。町名設置の詳細について、「博多区」の節で再掲する。                                         |
| 1960年 | 和白町大字三苫                   | 大字三苫             | 現存                             | 東区                                   | |
| 1960年 | 和白町大字塩浜                   | 大字塩浜             | 消滅年不詳                       | 東区                                   | |
| 1960年 | 和白町大字上和白                 | 大字上和白           | 現存                             | 東区                                   | |
| 1960年 | 和白町大字下和白                 | 大字下和白           | '消滅年不詳                      | 東区                                   | |
| 1960年 | 和白町大字奈多                   | 大字奈多             | 現存                             | 東区                                   | |
| 1960年 | 金武村大字四箇                   | 大字四箇             | 現存                             | 早良区                                 | |
| 1960年 | 金武村大字金武                   | 大字金武             | 現存                             | 西区・早良区                           | |
| 1960年 | 金武村大字飯盛                   | 大字飯盛             | 現存                             | 西区                                   | |
| 1960年 | 金武村大字吉武                   | 大字吉武             | 現存                             | 西区                                   | |
| 1960年 | 金武村大字羽根戸                 | 大字羽根戸           | 現存                             | 西区                                   | |
| 1961年 | 周船寺村大字千里                 | 大字千里             | 現存                             | 西区                                   | |
| 1961年 | 周船寺村大字宇田川原             | 大字宇田川原         | 現存                             | 西区                                   | |
| 1961年 | 周船寺村大字飯氏                 | 大字飯氏             | 現存                             | 西区                                   | |
| 1961年 | 周船寺村大字周船寺               | 大字周船寺           | 現存                             | 西区                                   | |
| 1961年 | 周船寺村大字徳永                 | 大字徳永             | 現存                             | 西区                                   | |
| 1961年 | 周船寺村大字女原                 | 大字女原             | 現存                             | 西区                                   | |
| 1961年 | 元岡村大字田尻                   | 大字田尻             | 2022年                           | 西区                                   | 1957年、大字今出を編入している。 |
| 1961年 | 元岡村大字太郎丸                 | 大字太郎丸           | 現存                             | 西区                                   | |
| 1961年 | 元岡村大字桑原                   | 大字桑原             | 現存                             | 西区                                   | |
| 1961年 | 元岡村大字元岡                   | 大字元岡             | 現存                             | 西区                                   | |
| 1961年 | 北崎村大字宮浦                   | 大字宮浦             | 現存                             | 西区                                   | |
| 1961年 | 北崎村大字西浦                   | 大字西浦             | 現存                             | 西区                                   | |
| 1961年 | 北崎村大字玄界島                 | 大字玄界島           | 現存                             | 西区                                   | |
| 1961年 | 北崎村大字小呂島                 | 大字小呂島           | 現存                             | 西区                                   | |
| 1961年 | 北崎村大字小田                   | 大字小田             | 現存                             | 西区                                   | |
| 1961年 | 北崎村大字草場                   | 大字草場             | 現存                             | 西区                                   | |
| 1971年 | 志賀町大字志賀島                 | 大字志賀島           | 現存                             | 東区                                   | |
| 1971年 | 志賀町大字勝馬                   | 大字勝馬             | 現存                             | 東区                                   | |
| 1971年 | 志賀町大字西戸崎                 | 大字西戸崎           | 現存                             | 東区                                   | 1953年、志賀島の一部から新設。 |
| 1986年 | 大字志賀島・大字勝馬             | 大字弘               | 現存                             | 東区                                   | 福岡市編入後に唯一大字が新設された事例。                                                                                                 |
| 1975年 | 早良町大字石釜                   | 大字石釜             | 現存                             | 早良区                                 | 旧内野村。 |
| 1975年 | 早良町大字西                     | 大字西               | 現存                             | 早良区                                 | 旧内野村。 |
| 1975年 | 早良町大字曲渕                   | 大字曲渕             | 現存                             | 早良区                                 | 旧内野村。 |
| 1975年 | 早良町大字内野                   | 大字内野             | 現存                             | 早良区                                 | 旧内野村。 |
| 1975年 | 早良町大字飯場                   | 大字飯場             | 現存                             | 早良区                                 | 旧内野村。 |
| 1975年 | 早良町大字脇山                   | 大字脇山             | 現存                             | 早良区                                 | 旧脇山村。 |
| 1975年 | 早良町大字小笠木                 | 大字小笠木           | 現存                             | 早良区                                 | 旧脇山村。 |
| 1975年 | 早良町大字椎原                   | 大字椎原             | 現存                             | 早良区                                 | 旧脇山村。 |
| 1975年 | 早良町大字板屋                   | 大字板屋             | 現存                             | 早良区                                 | 旧脇山村。 |
| 1975年 | 早良町大字重留                   | 大字重留             | 現存                             | 早良区                                 | 旧入部村。 |
| 1975年 | 早良町大字東入部                 | 大字東入部           | 現存                             | 早良区                                 | 旧入部村。 |
| 1975年 | 早良町大字西入部                 | 大字西入部           | 現存                             | 早良区・西区                           | 旧入部村。元はすべて早良区だったが、2000年、一部が西区に。                                                                               |

### 町
町については政令指定都市指定以前から存在する町も含め、区ごとに、時系列順に記述する。

それぞれ、おおよそ1962年以前の住居表示実施前の町と、1962年以後の住居表示実施（当初の広報的呼称は町名町界整理）後に分けられる。したがって、多少時系列は前後するが、この両者を区別して記述する。前者は中央区の3町(後述)を除きすべて消滅している。また、後者は、一部で改称した町はあるもののすべて現存する。ただし、西区などに住居表示を実施しない町が数件存在するが、これらは、1962年よりも後の時代に新設された町で、かつ現存することから住居表示以後の町として扱う。

福岡市は1889年、福岡区152町（福岡地区54町、博多地区98町）と、周囲の村の各一部を編入し、発足し、その152町はそのまま福岡市に引き継がれた。その際、周辺の4村の各一部を編入したが、それらの区域は、犬飼村字出来町および春吉村字東中洲を除き、周囲の町に編入された。出来町と東中洲は1896年にそれぞれ町名設置されている。当初は、町名に「福岡」あるいは「博多」を冠称していたが、1915年に廃止されている。ただし、橋口町のみ両者に存在したので、博多地区の橋口町に限りその後も博多橋口町と称している。現在は福岡地区は中央区、博多地区は博多区に属するため、町については各項目で詳述するが、この冠称の廃止については省略する。

以上の福岡・博多地区の地先に埋め立て地が発足し、各々町名設置がなされたが、明治〜大正に新設された町については、設置された年が諸説あるため、設置年は省略する。

#### 東区
住居表示実施前
| 設置年 | 前身               | 町名                 | 消滅年 | 現町名               | 備考                                            |
| ------ | ------------------ | -------------------- | ------ | -------------------- | ----------------------------------------------- |
| 1932年 | 埋立地             | 杉山町               | 1974年 | 東浜1丁目〜2丁目     |                                                 |
| 1934年 | 大字堅粕           | 大学前1丁目〜2丁目   | 1974年 | 馬出1丁目〜6丁目     |                                                 |
| 1947年 | 埋立地             | 東浜町2丁目〜4丁目   | 1974年 | 東浜1丁目〜2丁目     | 政令指定都市施行により分割。1丁目は現・博多区。 |
| 1956年 | 大字浜男・大字唐原 | 香住ヶ丘1丁目〜7丁目 | 年不詳 | 香住ヶ丘1丁目〜7丁目 | そのままの町域で住居表示実施。                  |

住居表示実施後
| 町名                    | 設置年                                           | 前身                                                     | 備考                                             |
| ----------------------- | ------------------------------------------------ | -------------------------------------------------------- | ------------------------------------------------ |
| 香住ヶ丘1丁目〜7丁目    | 年不詳                                           | 香住ヶ丘1丁目〜7丁目                                     | そのままの町域で住居表示実施。                   |
| 筥松町→筥松1丁目〜4丁目 | 1967年(1丁目) 1975年(2丁目〜)                    | 大字箱崎                                                 | 2丁目以降の新設と同時に筥松町が筥松1丁目となる。 |
| 松島1丁目〜6丁目        | 1967年(〜4丁目) 1968年(5丁目〜)                  | 大字箱崎・大字松崎・大字多田羅                           |                                                  |
| 貝塚団地                | 1968年                                           | 大字箱崎                                                 |                                                  |
| 香椎団地                | 1968年                                           | 大字御幸町・大字千早                                     |                                                  |
| 郷口町                  | 1968年                                           | 大字箱崎・大字下臼井                                     |                                                  |
| 社領1丁目〜3丁目        | 1968年                                           | 大字箱崎・大字下臼井                                     |                                                  |
| 二又瀬                  | 1968年                                           | 大字箱崎・大字下臼井                                     |                                                  |
| 城浜団地                | 1969年                                           | 埋立地                                                   |                                                  |
| 多の津1丁目〜5丁目      | 1972年(〜2丁目) 1985年(3丁目〜)                  | 大字多田羅・大字津屋・大字箱崎                           |                                                  |
| 箱崎ふ頭1丁目〜6丁目    | 1972年(〜5丁目) 1974年(6丁目)                    | 埋立地                                                   |                                                  |
| 松香台1丁目〜2丁目      | 1972年                                           | 大字浜男・大字下原・大字唐原                             |                                                  |
| 美和台1丁目〜7丁目      | 1972年                                           | 大字下和白・大字三苫                                     |                                                  |
| 若宮1丁目〜5丁目        | 1973年                                           | 大字八田・大字土井・大字多田羅・大字津屋・大字松崎       |                                                  |
| 高美台1丁目〜4丁目      | 1974年                                           | 大字上和白                                               |                                                  |
| 東浜1丁目〜2丁目        | 1974年                                           | 杉山町・東浜町2丁目〜4丁目・大字堅粕・大字金平・大字馬出 |                                                  |
| 馬出1丁目〜6丁目        | 1974年                                           | 大学前1丁目〜2丁目・大字馬出・大字堅粕・大字金平         |                                                  |
| 箱崎1丁目〜7丁目        | 1975年                                           | 大字箱崎                                                 |                                                  |
| 奈多団地                | 1977年                                           | 大字奈多                                                 |                                                  |
| 原田1丁目〜4丁目        | 1978年(〜3丁目) 1985年(4丁目)                    | 大字箱崎・大字多田羅                                     |                                                  |
| 和白丘1丁目〜4丁目      | 1979年                                           | 大字上和白・大字下和白                                   |                                                  |
| 千早1丁目〜6丁目        | 1980年                                           | 大字御幸町・大字千早・大字名島・大字香椎・大字松崎       |                                                  |
| 名島1丁目〜5丁目        | 1980年                                           | 大字名島・大字千早・大字松崎                             |                                                  |
| 香椎1丁目〜6丁目        | 1981年                                           | 大字香椎・大字八田                                       |                                                  |
| 香椎駅東1丁目〜4丁目    | 1981年(〜2丁目) 年不詳(3丁目〜)                  | 大字香椎・大字浜男                                       |                                                  |
| 香椎駅前1丁目〜3丁目    | 1981年                                           | 大字香椎・大字浜男・大字唐原                             |                                                  |
| 香椎浜1丁目〜4丁目      | 1982年                                           | 大字千早                                                 |                                                  |
| 土井1丁目〜4丁目        | 1982年(1丁目) 1985年(2丁目〜3丁目) 1987年(4丁目) | 大字土井・大字八田・大字津屋・大字名子                   |                                                  |
| 八田1丁目〜4丁目        | 1982年                                           | 大字土井・大字八田・大字津屋                             |                                                  |
| 舞松原1丁目〜6丁目      | 1982年                                           | 大字津屋・大字松崎・大字香椎・大字八田                   |                                                  |
| 水谷1丁目〜3丁目        | 1982年                                           | 大字松崎・大字名島                                       |                                                  |
| 御島崎1丁目〜2丁目      | 1983年                                           | 大字浜男                                                 |                                                  |
| 大岳1丁目〜4丁目        | 1984年                                           | 大字西戸崎                                               |                                                  |
| 西戸崎1丁目〜6丁目      | 1984年                                           | 大字西戸崎                                               |                                                  |
| 唐原1丁目〜7丁目        | 1984年(〜3丁目) 年不詳(4丁目〜)                  | 大字唐原                                                 |                                                  |
| 和白1丁目〜6丁目        | 1984年(〜4丁目) 年不詳(5丁目〜)                  | 大字上和白・大字下和白・大字唐原                         |                                                  |
| 和白東1丁目〜5丁目      | 1984年                                           | 大字上和白・大字下和白                                   |                                                  |
| 多々良1丁目〜2丁目      | 1985年                                           | 大字多田羅・大字津屋・大字土井・大字松崎                 |                                                  |
| 松崎1丁目〜4丁目        | 1985年                                           | 大字松崎・大字多田羅                                     |                                                  |
| 香椎台1丁目〜5丁目      | 1987年(〜3丁目) 年不詳(4丁目〜)                  | 大字香椎                                                 |                                                  |
| 名子1丁目〜3丁目        | 1987年                                           | 大字名子                                                 |                                                  |
| 筥松新町                | 1987年                                           | 大字箱崎                                                 |                                                  |
| 二又瀬新町              | 1987年                                           | 大字箱崎                                                 |                                                  |
| 松田1丁目〜3丁目        | 1987年                                           | 大字箱崎                                                 |                                                  |
| 青葉1丁目〜7丁目        | 年不詳                                           | 大字香椎・大字名子・大字土井・大字八田                   |                                                  |
| 蒲田1丁目〜5丁目        | 年不詳                                           | 大字蒲田など                                             |                                                  |
| 雁の巣1丁目〜2丁目      | 年不詳                                           | 大字奈多                                                 |                                                  |
| 塩浜1丁目〜3丁目        | 年不詳                                           | 大字塩浜など                                             |                                                  |
| 下原1丁目〜5丁目        | 年不詳                                           | 大字下原など                                             |                                                  |
| 奈多1丁目〜3丁目        | 年不詳                                           | 大字奈多など                                             |                                                  |
| 三苫1丁目〜8丁目        | 年不詳                                           | 大字三苫など                                             |                                                  |
| みどりが丘1丁目〜3丁目  | 年不詳                                           | 大字名子・大字香椎                                       |                                                  |
| 美和台新町              | 年不詳                                           | 大字三苫など                                             |                                                  |
| 香椎照葉1丁目〜7丁目    | 2006年(〜5丁目) 2013年(6丁目〜)                  | 埋立地                                                   |                                                  |
| 香椎浜ふ頭1丁目〜4丁目  | 2009年                                           | 埋立地                                                   |                                                  |
| みなと香椎1丁目〜4丁目  | 2009年(〜3丁目) 2023年(4丁目〜)                  | 埋立地                                                   |                                                  |

#### 博多区
住居表示実施前
| 設置年 | 前身                                                 | 町名                                    | 消滅年 | 現町名                                                                         | 備考 |
| ------ | ---------------------------------------------------- | --------------------------------------- | ------ | ------------------------------------------------------------------------------ | --- |
| 1889年 | 福岡区博多橋口町                                     | 博多橋口町                              | 1966年 | 須崎町                                                                         | 同名の橋口町が福岡地区に存在するため、冠称廃止後も博多を冠称した。                                                                                       |
| 1889年 | 福岡区博多上対馬小路                                 | 上対馬小路                              | 1966年 | 古門戸町・須崎町                                                               | |
| 1889年 | 福岡区博多中対馬小路                                 | 中対馬小路                              | 1966年 | 古門戸町・須崎町                                                               | |
| 1889年 | 福岡区博多下対馬小路                                 | 下対馬小路                              | 1966年 | 古門戸町・須崎町・対馬小路                                                     | |
| 1889年 | 福岡区博多上鰯町                                     | 上鰯町                                  | 1966年 | 須崎町                                                                         | |
| 1889年 | 福岡区博多下鰯町                                     | 下鰯町                                  | 1966年 | 須崎町・対馬小路                                                               | |
| 1889年 | 福岡区博多上洲崎町                                   | 上洲崎町                                | 1966年 | 須崎町                                                                         | |
| 1889年 | 福岡区博多下洲崎町                                   | 下洲崎町                                | 1966年 | 須崎町・対馬小路                                                               | |
| 1889年 | 福岡区博多麹屋町                                     | 麹屋町                                  | 1966年 | 下川端町・須崎町                                                               | |
| 1889年 | 福岡区博多掛町                                       | 掛町                                    | 1966年 | 下川端町                                                                       | |
| 1889年 | 福岡区博多古門戸町                                   | 古門戸町                                | 1966年 | 古門戸町                                                                       | |
| 1889年 | 福岡区博多妙楽寺新町                                 | 妙楽寺新町                              | 1966年 | 古門戸町                                                                       | |
| 1889年 | 福岡区博多行町                                       | 行町                                    | 1966年 | 古門戸町・下川端町・綱場町・奈良屋町                                           | |
| 1889年 | 福岡区博多浜小路                                     | 浜小路                                  | 1966年 | 古門戸町・奈良屋町                                                             | |
| 1889年 | 福岡区博多西方寺前町                                 | 西方寺前町                              | 1966年 | 古門戸町・対馬小路・奈良屋町                                                   | |
| 1889年 | 福岡区博多綱場町                                     | 綱場町                                  | 1966年 | 綱場町                                                                         | |
| 1889年 | 福岡区博多妙楽寺町                                   | 妙楽寺町                                | 1966年 | 古門戸町                                                                       | |
| 1889年 | 福岡区博多蔵本町                                     | 蔵本町                                  | 1966年 | 綱場町・奈良屋町                                                               | |
| 1889年 | 福岡区博多奈良屋町                                   | 奈良屋町                                | 1966年 | 奈良屋町                                                                       | |
| 1889年 | 福岡区博多古渓町                                     | 古渓町                                  | 1966年 | 奈良屋町                                                                       | |
| 1889年 | 福岡区博多芥屋町                                     | 芥屋町                                  | 1966年 | 奈良屋町                                                                       | |
| 1889年 | 福岡区博多釜屋町                                     | 釜屋町                                  | 1966年 | 奈良屋町                                                                       | |
| 1889年 | 福岡区博多奥小路                                     | 奥小路                                  | 1966年 | 奈良屋町                                                                       | |
| 1889年 | 福岡区博多萱堂町                                     | 萱堂町                                  | 1966年 | 奈良屋町                                                                       | |
| 1889年 | 福岡区博多上市小路                                   | 上市小路                                | 1966年 | 下呉服町・綱場町・中呉服町・奈良屋町                                           | |
| 1889年 | 福岡区博多中市小路                                   | 中市小路                                | 1966年 | 下呉服町・奈良屋町                                                             | |
| 1889年 | 福岡区博多下市小路                                   | 下市小路                                | 1966年 | 下呉服町・奈良屋町                                                             | |
| 1889年 | 福岡区博多中間町                                     | 中間町                                  | 1966年 | 綱場町                                                                         | |
| 1889年 | 福岡区博多中石堂町                                   | 中石堂町                                | 1966年 | 中呉服町                                                                       | |
| 1889年 | 福岡区博多上浜口町                                   | 上浜口町                                | 1966年 | 下呉服町・中呉服町                                                             | |
| 1889年 | 福岡区博多中浜口町                                   | 中浜口町                                | 1966年 | 下呉服町                                                                       | |
| 1889年 | 福岡区博多下浜口町                                   | 下浜口町                                | 1966年 | 下呉服町                                                                       | |
| 1889年 | 福岡区博多鏡町                                       | 鏡町                                    | 1966年 | 下呉服町                                                                       | |
| 1889年 | 福岡区博多廿家町                                     | 廿家町                                  | 1966年 | 下呉服町                                                                       | |
| 1889年 | 福岡区博多金屋町横町                                 | 金屋町横町→横町                         | 1966年 | 下呉服町                                                                       | 1891年改称。 |
| 1889年 | 福岡区博多上金屋町                                   | 上金屋町                                | 1966年 | 下呉服町・中呉服町                                                             | |
| 1889年 | 福岡区博多官内町                                     | 官内町                                  | 1966年 | 中呉服町                                                                       | |
| 1889年 | 福岡区博多下金屋町                                   | 下金屋町                                | 1966年 | 下呉服町                                                                       | |
| 1889年 | 福岡区博多大浜町1丁目〜4丁目、堅粕村字石堂川下       | 大浜町1丁目〜4丁目                      | 1966年 | 石城町・下呉服町・大博町・神屋町・奈良屋町                                     | |
| 1889年 | 福岡区博多上竪町                                     | 上竪町                                  | 1966年 | 下呉服町・中呉服町                                                             | |
| 1889年 | 福岡区博多中竪町                                     | 中竪町                                  | 1966年 | 下呉服町                                                                       | |
| 1889年 | 福岡区博多下竪町                                     | 下竪町                                  | 1966年 | 下呉服町                                                                       | |
| 1889年 | 福岡区博多柳町                                       | 柳町                                    | 1966年 | 石城町・下呉服町・大博町                                                       | |
| 1889年 | 福岡区博多小金町                                     | 小金町                                  | 1966年 | 下呉服町・大博町                                                               | |
| 1889年 | 福岡区博多川口町                                     | 川口町                                  | 1966年 | 上川端町                                                                       | |
| 1889年 | 福岡区博多中島町、春吉村字浜新地                     | 中島町                                  | 1966年 | 中洲1丁目〜5丁目・中洲中島町                                                   | |
| 1889年 | 福岡区博多川端町、春吉村字川添                       | 川端町→川端町1丁目                      | 1966年 | 下川端町                                                                       | 1898年改称。 |
| 1889年 | 福岡区博多下新川端町、春吉村字川添                   | 下新川端町→川端町2丁目                  | 1966年 | 下川端町・上川端町                                                             | 1898年改称。 |
| 1889年 | 福岡区博多上新川端町、春吉村字川添                   | 上新川端町→川端町3丁目                  | 1966年 | 上川端町                                                                       | 1898年改称。 |
| 1889年 | 福岡区博多片土居町                                   | 片土居町                                | 1966年 | 上川端町・下川端町                                                             | |
| 1889年 | 福岡区博多中土居町                                   | 中土居町                                | 1966年 | 上川端町・綱場町・店屋町                                                       | |
| 1889年 | 福岡区博多下土居町                                   | 下土居町                                | 1966年 | 下川端町・綱場町                                                               | |
| 1889年 | 福岡区博多古小路                                     | 古小路                                  | 1966年 | 店屋町                                                                         | |
| 1889年 | 福岡区博多上店屋町                                   | 上店屋町                                | 1966年 | 上呉服町・店屋町                                                               | |
| 1889年 | 福岡区博多下店屋町                                   | 下店屋町                                | 1966年 | 店屋町                                                                         | |
| 1889年 | 福岡区博多上呉服町                                   | 上呉服町                                | 1966年 | 上呉服町・綱場町・店屋町・中呉服町                                             | |
| 1889年 | 福岡区博多下呉服町                                   | 下呉服町                                | 1966年 | 綱場町                                                                         | |
| 1889年 | 福岡区博多上魚町                                     | 上魚町                                  | 1966年 | 上呉服町                                                                       | |
| 1889年 | 福岡区博多中魚町                                     | 中魚町                                  | 1966年 | 上呉服町                                                                       | |
| 1889年 | 福岡区博多下魚町                                     | 下魚町                                  | 1966年 | 上呉服町                                                                       | |
| 1889年 | 福岡区博多上西町                                     | 上西町                                  | 1966年 | 綱場町・店屋町                                                                 | |
| 1889年 | 福岡区博多下西町                                     | 下西町                                  | 1966年 | 綱場町                                                                         | |
| 1889年 | 福岡区博多上東町                                     | 上東町                                  | 1966年 | 上呉服町・中呉服町                                                             | |
| 1889年 | 福岡区博多下東町                                     | 下東町                                  | 1966年 | 中呉服町                                                                       | |
| 1889年 | 福岡区博多中小路                                     | 中小路                                  | 1966年 | 上呉服町                                                                       | |
| 1889年 | 福岡区博多西門町                                     | 西門町                                  | 1966年 | 上呉服町                                                                       | |
| 1889年 | 福岡区博多蓮池町                                     | 蓮池町                                  | 1966年 | 上呉服町・中呉服町                                                             | |
| 1889年 | 福岡区博多上普賢堂町                                 | 上普賢堂町                              | 1966年 | 上呉服町                                                                       | |
| 1889年 | 福岡区博多下普賢堂町                                 | 下普賢堂町                              | 1966年 | 上呉服町                                                                       | |
| 1889年 | 福岡区博多北船町                                     | 北船町                                  | 1966年 | 上呉服町                                                                       | |
| 1889年 | 福岡区博多寺中町                                     | 寺中町                                  | 1966年 | 上呉服町・御供所町                                                             | |
| 1889年 | 福岡区博多金屋小路                                   | 金屋小路                                | 1966年 | 上呉服町・御供所町                                                             | |
| 1889年 | 福岡区博多上桶屋町                                   | 上桶屋町                                | 1966年 | 上呉服町・御供所町                                                             | |
| 1889年 | 福岡区博多下桶屋町                                   | 下桶屋町                                | 1966年 | 上呉服町                                                                       | |
| 1889年 | 福岡区博多大乗寺前町                                 | 大乗寺前町                              | 1966年 | 上川端町・店屋町・冷泉町                                                       | |
| 1889年 | 福岡区博多上小山町                                   | 上小山町                                | 1966年 | 御供所町・冷泉町                                                               | |
| 1889年 | 福岡区博多下小山町                                   | 下小山町                                | 1966年 | 上呉服町・店屋町                                                               | |
| 1889年 | 福岡区博多上赤間町                                   | 上赤間町                                | 1966年 | 店屋町・冷泉町                                                                 | |
| 1889年 | 福岡区博多下赤間町                                   | 下赤間町                                | 1966年 | 店屋町                                                                         | |
| 1889年 | 福岡区博多竹若町                                     | 竹若町                                  | 1966年 | 店屋町・冷泉町                                                                 | |
| 1889年 | 福岡区博多箔屋町                                     | 箔屋町                                  | 1966年 | 店屋町                                                                         | |
| 1889年 | 福岡区博多櫛田前町                                   | 櫛田前町                                | 1966年 | 冷泉町                                                                         | |
| 1889年 | 福岡区博多上厨子町                                   | 上厨子町                                | 1966年 | 店屋町・冷泉町                                                                 | |
| 1889年 | 福岡区博多下厨子町                                   | 下厨子町                                | 1966年 | 店屋町・冷泉町                                                                 | |
| 1889年 | 福岡区博多今熊町                                     | 今熊町                                  | 1966年 | 上川端町                                                                       | |
| 1889年 | 福岡区博多上土居町                                   | 上土居町                                | 1966年 | 上川端町・店屋町                                                               | |
| 1889年 | 福岡区博多瓦町、春吉村字七軒家裏・字馬場             | 瓦町                                    | 1966年 | 上川端町・祇園町                                                               | |
| 1889年 | 福岡区博多上祇園町                                   | 上祇園町                                | 1969年 | 祇園町・冷泉町・博多駅前1丁目〜4丁目                                           | |
| 1889年 | 福岡区博多下祇園町                                   | 下祇園町                                | 1969年 | 上川端町・祇園町・冷泉町・博多駅前1丁目〜4丁目                                 | |
| 1889年 | 福岡区博多社家町                                     | 社家町                                  | 1966年 | 上川端町・祇園町・冷泉町                                                       | |
| 1889年 | 福岡区博多万行寺前町                                 | 万行寺前町                              | 1966年 | 冷泉町                                                                         | |
| 1889年 | 福岡区博多馬場新町                                   | 馬場新町                                | 1969年 | 祇園町・御供所町・冷泉町・博多駅前1丁目〜4丁目                                 | |
| 1889年 | 福岡区博多上辻堂町                                   | 上辻堂町                                | 1969年 | 御供所町・博多駅前1丁目〜4丁目                                                 | |
| 1889年 | 福岡区博多下辻堂町                                   | 下辻堂町                                | 1969年 | 御供所町・博多駅前1丁目〜4丁目                                                 | |
| 1889年 | 福岡区博多御供所町                                   | 御供所町                                | 1966年 | 上呉服町・御供所町                                                             | |
| 1889年 | 福岡区博多上奥堂町                                   | 上奥堂町                                | 1966年 | 御供所町                                                                       | |
| 1889年 | 福岡区博多中奥堂町                                   | 中奥堂町                                | 1966年 | 御供所町・冷泉町                                                               | |
| 1889年 | 福岡区博多下奥堂町                                   | 下奥堂町                                | 1966年 | 御供所町                                                                       | |
| 1893年 | 博多妙楽寺町の一部                                   | 倉所町                                  | 1966年 | 古門戸町・対馬小路                                                             | |
| 1896年 | 字東中洲(旧春吉村)                                   | 東中洲町                                | 1966年 | 中洲1丁目〜5丁目                                                               | |
| 1896年 | 字出来町(旧犬飼村)                                   | 出来町                                  | 1969年 | 博多駅前1丁目〜4丁目                                                           | |
|        | 埋立地                                               | 恵比須町                                | 1966年 | 石城町                                                                         | |
|        | 埋立地                                               | 冷泉町                                  | 1966年 | 築港本町                                                                       | |
|        | 埋立地                                               | 幾世町                                  | 1966年 | 石城町・大博町                                                                 | |
|        | 埋立地                                               | 千年町1丁目〜3丁目                      | 1966年 | 大博町・神屋町・対馬小路                                                       | |
|        | 埋立地                                               | 石城町1丁目〜3丁目                      | 1966年 | 神屋町・石城町・築港本町・対馬小路                                             | |
|        | 埋立地                                               | 北浜町1丁目〜4丁目                      | 1966年 | 石城町                                                                         | |
|        | 埋立地                                               | 海岸通1丁目〜5丁目                      | 1966年 | 石城町・築港本町                                                               | |
|        | 埋立地                                               | 唐船町1丁目〜2丁目 → 西浜町1丁目〜2丁目 | 1966年 | 築港本町                                                                       | 町名設置からほどなく改称。 |
|        | 埋立地                                               | 築地町                                  | 1966年 | 中洲中島町                                                                     | 中洲・中島町地先。 |
| 1920年 | 大字豊富                                             | 大学通                                  | 1974年 | 千代1丁目〜6丁目                                                               | |
| 1920年 | 大字豊富                                             | 常盤町                                  | 1974年 | 千代1丁目〜6丁目                                                               | |
| 1920年 | 大字豊富                                             | 春日町                                  | 1974年 | 千代1丁目〜6丁目                                                               | |
| 1920年 | 大字豊富                                             | 元町                                    | 1974年 | 千代1丁目〜6丁目                                                               | |
| 1920年 | 大字豊富                                             | 泉町                                    | 1974年 | 千代1丁目〜6丁目                                                               | |
| 1920年 | 大字豊富                                             | 仲町                                    | 1974年 | 千代1丁目〜6丁目                                                               | |
| 1920年 | 大字豊富                                             | 京町                                    | 1974年 | 千代1丁目〜6丁目                                                               | |
| 1920年 | 大字豊富                                             | 清水町                                  | 1974年 | 千代1丁目〜6丁目                                                               | |
| 1920年 | 大字豊富                                             | 千鳥町                                  | 1974年 | 千代1丁目〜6丁目                                                               | |
| 1923年 | 埋立地                                               | 福吉町                                  | 1966年 | 下呉服町                                                                       | |
| 1932年 | 大字松園                                             | 堅粕日ノ出町                            | 1970年 | 堅粕1丁目〜5丁目                                                               | |
| 1932年 | 大字松園                                             | 福博町                                  | 1970年 | 堅粕1丁目〜5丁目                                                               | |
| 1932年 | 大字松園                                             | 上南町                                  | 1970年 | 堅粕1丁目〜5丁目                                                               | |
| 1932年 | 大字松園                                             | 上御笠町                                | 1970年 | 堅粕1丁目〜5丁目                                                               | |
| 1932年 | 大字松園                                             | 御笠本町                                | 1970年 | 堅粕1丁目〜5丁目                                                               | |
| 1932年 | 大字松園                                             | 御笠町                                  | 1970年 | 堅粕1丁目〜5丁目                                                               | |
| 1932年 | 大字松園                                             | 米屋町                                  | 1970年 | 堅粕1丁目〜5丁目                                                               | |
| 1932年 | 大字松園                                             | 東本町                                  | 1970年 | 堅粕1丁目〜5丁目                                                               | |
| 1932年 | 大字松園                                             | 中学通                                  | 1970年 | 堅粕1丁目〜5丁目                                                               | |
| 1932年 | 大字松園                                             | 御川町                                  | 1970年 | 堅粕1丁目〜5丁目                                                               | |
| 1932年 | 大字松園                                             | 伏見町                                  | 1970年 | 堅粕1丁目〜5丁目                                                               | |
| 1932年 | 大字松園                                             | 川原町                                  | 1970年 | 堅粕1丁目〜5丁目                                                               | |
| 1932年 | 大字松園                                             | 吉野町                                  | 1970年 | 堅粕1丁目〜5丁目                                                               | |
| 1932年 | 大字松園・大字西堅粕                                 | 潟洲町                                  | 1974年 | 千代1丁目〜6丁目・堅粕1丁目〜5丁目                                             | |
| 1933年 | 上祇園町・下祇園町の各一部                           | 矢倉門町                                | 1969年 | 祇園町・博多駅前1丁目〜4丁目                                                   | |
| 1939年 | 埋立地                                               | 沖浜町                                  | 1966年 | 沖浜町                                                                         | |
| 1947年 | 埋立地                                               | 東浜町1丁目                             | 1974年 | 千代1丁目〜6丁目                                                               | 政令指定都市施行により分割。2丁目以降は現・東区。 |
| 1948年 | 大字西堅粕・大字比恵                                 | 東光町                                  | 1972年 | 東光1丁目〜2丁目・東比恵1丁目〜4丁目                                           | |
| 1948年 | 大字西堅粕・大字比恵                                 | 栗原町                                  | 1972年 | 東比恵1丁目〜4丁目                                                             | |
| 1948年 | 大字西堅粕・大字比恵                                 | 松本町                                  | 1972年 | 東比恵1丁目〜4丁目                                                             | |
| 1948年 | 大字西堅粕・大字比恵                                 | 若菜町                                  | 1972年 | 東比恵1丁目〜4丁目                                                             | |
| 1948年 | 大字西堅粕・大字比恵                                 | 比恵新町                                | 1972年 | 上牟田1丁目〜3丁目・東比恵1丁目〜4丁目                                         | |
| 1948年 | 大字西堅粕・大字比恵                                 | 平田町                                  | 1972年 | 上牟田1丁目〜3丁目・東比恵1丁目〜4丁目                                         | |
| 1948年 | 大字西堅粕・大字比恵                                 | 上牟田町                                | 1972年 | 上牟田1丁目〜3丁目・東比恵1丁目〜4丁目                                         | |
| 1948年 | 大字西堅粕・大字比恵                                 | 池田町                                  | 1972年 | 東光1丁目〜2丁目・東比恵1丁目〜4丁目                                           | |
| 1948年 | 大字西堅粕                                           | 白鷺町                                  | 1972年 | 東光1丁目〜2丁目・堅粕1丁目〜5丁目                                             | |
| 1948年 | 大字西堅粕                                           | 千把町                                  | 1972年 | 上牟田1丁目〜3丁目・東比恵1丁目〜4丁目                                         | |
| 1948年 | 大字西堅粕                                           | 田中町                                  | 1972年 | 上牟田1丁目〜3丁目・東比恵1丁目〜4丁目                                         | |
| 1948年 | 大字西堅粕                                           | 吉原町                                  | 1972年 | 上牟田1丁目〜3丁目                                                             | |
| 1948年 | 大字西堅粕                                           | 津屋町                                  | 1972年 | 上牟田1丁目〜3丁目・東比恵1丁目〜4丁目                                         | |
| 1948年 | 大字比恵                                             | 屋敷町                                  | 1972年 | 東光1丁目〜2丁目・東比恵1丁目〜4丁目                                           | |
| 1948年 | 大字西堅粕・那珂町大字東光寺                         | 寺崎町                                  | 1979年 | 半道橋1丁目〜2丁目・上牟田1丁目〜3丁目                                         | |
| 1948年 | 大字西堅粕・大字比恵・那珂町大字東光寺               | 八田町                                  | 1972年 | 上牟田1丁目〜3丁目・東比恵1丁目〜4丁目                                         | |
| 1948年 | 大字西堅粕・大字比恵・那珂町大字東光寺               | 川瀬                                    | 1979年 | 半道橋1丁目〜2丁目・上牟田1丁目〜3丁目                                         | 「福岡市町名誌」によれば、那珂町大字東光寺の字だったという。ただし、那珂町は途中で福岡市に編入されている。「角川地名大辞典」では町名として扱われている。 |
| 1952年 | 那珂町大字東光寺・那珂町大字竹下                     | 東光寺本町                              | 1981年 | 東光寺町1丁目〜2丁目                                                           | 那珂町で設置された町。そのまま福岡市に引き継がれた。 |
| 1952年 | 大字比恵・那珂町大字東光寺                           | 扇町                                    | 1971年 | 山王1丁目〜2丁目・博多駅南4丁目〜6丁目                                         | 那珂町で設置された町。そのまま福岡市に引き継がれた。 |
| 1952年 | 大字比恵・那珂町大字東光寺・那珂町大字竹下           | 宮下町                                  | 1971年 | 博多駅南4丁目〜6丁目                                                           | 那珂町で設置された町。そのまま福岡市に引き継がれた。 |
| 1952年 | 大字比恵・大字春吉・那珂町大字東光寺・那珂町大字竹下 | 榊田町                                  | 1971年 | 竹下1丁目〜2丁目・博多駅南4丁目〜6丁目                                         | 那珂町で設置された町。そのまま福岡市に引き継がれた。 |
| 1952年 | 大字比恵・那珂町大字東光寺                           | 山王町                                  | 1971年 | 山王1丁目〜2丁目・比恵町・博多駅南1丁目〜6丁目                                 | |
| 1952年 | 大字比恵・大字犬飼・那珂町大字東光寺・那珂町大字竹下 | 小林町                                  | 1969年 | 博多駅南1丁目〜6丁目                                                           | |
| 1952年 | 大字比恵・大字犬飼・大字松園                         | 比恵町                                  | 1969年 | 比恵町・博多駅東1丁目〜3丁目                                                   | |
| 1952年 | 大字比恵・大字犬飼・大字松園                         | 瑞穂町                                  | 1969年 | 比恵町・博多駅東1丁目〜3丁目・博多駅南1丁目〜3丁目                             | |
| 1952年 | 大字比恵・大字犬飼・大字春吉・那珂町大字竹下         | 春住町                                  | 1969年 | 博多駅南1丁目〜6丁目                                                           | |
| 1952年 | 大字比恵・大字犬飼                                   | 中比恵町                                | 1969年 | 博多駅中央街・博多駅東1丁目〜3丁目・博多駅前1丁目〜4丁目                       | |
| 1952年 | 大字比恵・大字犬飼                                   | 明治町1丁目〜3丁目                      | 1969年 | 博多駅中央街・博多駅東1丁目〜3丁目・博多駅前1丁目〜4丁目                       | |
| 1952年 | 大字犬飼                                             | 三社町                                  | 1969年 | 博多駅東1丁目〜3丁目・博多駅中央街・博多駅南1丁目〜3丁目・博多駅前1丁目〜4丁目 | |
| 1952年 | 大字犬飼                                             | 音羽町                                  | 1969年 | 博多駅東1丁目〜3丁目・博多駅中央街・博多駅南1丁目〜3丁目・博多駅前1丁目〜4丁目 | |
| 1952年 | 大字犬飼・大字松園・大字春吉                         | 花野町                                  | 1969年 | 博多駅南1丁目〜3丁目                                                           | |
| 1952年 | 大字犬飼・大字春吉                                   | 東領1丁目〜3丁目                        | 1969年 | 博多駅南1丁目〜3丁目・博多駅前1丁目〜4丁目                                     | |
| 1952年 | 大字春吉                                             | 上人参町                                | 1969年 | 博多駅前1丁目〜4丁目                                                           | |
| 1952年 | 大字春吉                                             | 中人参町                                | 1969年 | 博多駅前1丁目〜4丁目                                                           | |
| 1952年 | 大字春吉                                             | 下人参町                                | 1969年 | 博多駅前1丁目〜4丁目                                                           | |
| 1952年 | 大字犬飼・大字春吉                                   | 宮島町                                  | 1969年 | 博多駅南1丁目〜6丁目                                                           | |
| 1952年 | 大字春吉                                             | 松田町                                  | 1969年 | 博多駅前1丁目〜4丁目                                                           | |
| 1957年 | 大字麦野・大字井相田                                 | 麦野町1丁目〜4丁目                      | 1968年 | 麦野1丁目〜6丁目                                                               | |
| 1957年 | 大字麦野・大字井相田                                 | 東雲町1丁目〜4丁目                      | 年不詳 | 東雲町1丁目〜4丁目                                                             | そのままの町域で住居表示実施。 |
| 1957年 | 大字麦野・大字井相田、大野町大字雑餉隈               | 西春町1丁目〜4丁目                      | 年不詳 | 西春町1丁目〜4丁目                                                             | そのままの町域で住居表示実施。 |
| 1957年 | 大字麦野・大字井相田、大野町大字雑餉隈               | 春町1丁目〜3丁目                        | 年不詳 | 春町1丁目〜3丁目                                                               | そのままの町域で住居表示実施。 |
| 1957年 | 大字麦野・大字井相田、春日町大字小倉                 | 昭南町1丁目〜3丁目                      | 年不詳 | 昭南町1丁目〜3丁目                                                             | そのままの町域で住居表示実施。 |
| 1957年 | 大字麦野・大字井相田                                 | 元町1丁目〜3丁目                        | 年不詳 | 元町1丁目〜3丁目                                                               | そのままの町域で住居表示実施。 |
| 1957年 | 大字麦野、春日町大字小倉・大字須玖                   | 寿町1丁目〜3丁目                        | 年不詳 | 寿町1丁目〜3丁目                                                               | そのままの町域で住居表示実施。 |
| 1957年 | 大字麦野、春日町大字須玖                             | 相生町1丁目〜3丁目                      | 年不詳 | 相生町1丁目〜3丁目                                                             | そのままの町域で住居表示実施。 |
| 1957年 | 大字麦野                                             | 南本町1丁目〜2丁目                      | 年不詳 | 南本町1丁目〜2丁目                                                             | そのままの町域で住居表示実施。 |
| 1957年 | 大字麦野                                             | 銀天町1丁目〜3丁目                      | 年不詳 | 銀天町1丁目〜3丁目                                                             | そのままの町域で住居表示実施。 |
| 1957年 | 大字麦野                                             | 小耳町1丁目〜2丁目→中新町1丁目〜2丁目   | 1968年 | 麦野1丁目〜6丁目                                                               | 1958年改称。 |
| 1957年 | 大字麦野・大字井相田                                 | 竹丘町1丁目〜3丁目                      | 年不詳 | 竹丘町1丁目〜3丁目                                                             | そのままの町域で住居表示実施。 |
| 1957年 | 大字井相田、大野町大字雑餉隈、春日町大字春日         | 光丘町1丁目〜3丁目                      | 年不詳 | 光丘町1丁目〜3丁目                                                             | そのままの町域で住居表示実施。 |
| 1957年 | 大字井相田、大字麦野、春日町大字小倉・大字春日       | 新和町1丁目〜2丁目                      | 年不詳 | 新和町1丁目〜2丁目                                                             | そのままの町域で住居表示実施。 |
| 1957年 | 大字板付、大字麦野                                   | 南八幡町1丁目〜2丁目                    | 年不詳 | 南八幡町1丁目〜2丁目                                                           | そのままの町域で住居表示実施。 |

住居表示実施後
| 町名                         | 設置年                          | 前身 | 備考                                                  |
| ---------------------------- | ------------------------------- | --- | ----------------------------------------------------- |
| 東雲町1丁目〜4丁目           | 年不詳                          | 東雲町1丁目〜4丁目 | そのままの町域で住居表示実施。                        |
| 西春町1丁目〜4丁目           | 年不詳                          | 西春町1丁目〜4丁目 | そのままの町域で住居表示実施。                        |
| 春町1丁目〜3丁目             | 年不詳                          | 春町1丁目〜3丁目 | そのままの町域で住居表示実施。                        |
| 昭南町1丁目〜3丁目           | 年不詳                          | 昭南町1丁目〜3丁目 | そのままの町域で住居表示実施。                        |
| 元町1丁目〜3丁目             | 年不詳                          | 元町1丁目〜3丁目 | そのままの町域で住居表示実施。                        |
| 寿町1丁目〜3丁目             | 年不詳                          | 寿町1丁目〜3丁目 | そのままの町域で住居表示実施。                        |
| 相生町1丁目〜3丁目           | 年不詳                          | 相生町1丁目〜3丁目 | そのままの町域で住居表示実施。                        |
| 南本町1丁目〜2丁目           | 年不詳                          | 南本町1丁目〜2丁目 | そのままの町域で住居表示実施。                        |
| 銀天町1丁目〜3丁目           | 年不詳                          | 銀天町1丁目〜3丁目 | そのままの町域で住居表示実施。                        |
| 竹丘町1丁目〜3丁目           | 年不詳                          | 竹丘町1丁目〜3丁目 | そのままの町域で住居表示実施。                        |
| 光丘町1丁目〜3丁目           | 年不詳                          | 光丘町1丁目〜3丁目 | そのままの町域で住居表示実施。                        |
| 新和町1丁目〜2丁目           | 年不詳                          | 新和町1丁目〜2丁目 | そのままの町域で住居表示実施。                        |
| 南八幡町1丁目〜2丁目         | 年不詳                          | 南八幡町1丁目〜2丁目 | そのままの町域で住居表示実施。                        |
| 沖浜町                       | 1966年                          | 沖浜町 |                                                       |
| 上川端町                     | 1966年                          | 川口町・川端町2丁目〜3丁目・今熊町・片土居町・瓦町・中土居町・上土居町・大乗寺前町・社家町・下祇園町 |                                                       |
| 上呉服町                     | 1966年                          | 上呉服町・西門町・中小路・上魚町・中魚町・下魚町・北船町・下桶屋町・上普賢堂町・下普賢堂町・蓮池町・上東町・上店屋町・下小山町・上桶屋町・金屋小路・御供所町・寺中町 |                                                       |
| 神屋町                       | 1966年                          | 千年町2丁目・大浜町3丁目〜4丁目・石城町1丁目〜2丁目 |                                                       |
| 祇園町                       | 1966年                          | 上祇園町・下祇園町・馬場新町・矢倉門町・瓦町・社家町・大字犬飼・大字春吉 |                                                       |
| 御供所町                     | 1966年                          | 御供所町・上奥堂町・下奥堂町・上辻堂町・下辻堂町・馬場新町・上小山町・中奥堂町・金屋小路・上桶屋町・寺中町 |                                                       |
| 古門戸町                     | 1966年                          | 古門戸町・妙楽寺新町・妙楽寺町・行町・上対馬小路・中対馬小路・下対馬小路・浜小路・倉所町・西方寺前町 |                                                       |
| 下川端町                     | 1966年                          | 川端町1丁目〜2丁目・掛町・麹屋町・下土居町・片土居町・行町 |                                                       |
| 下呉服町                     | 1966年                          | 下竪町・福吉町・中竪町・横町・下金屋町・下浜口町・中浜口町・廿家町・鏡町・柳町・小金町・上竪町・上金屋町・大浜町1丁目〜3丁目・上浜口町・上市小路・中市小路・下市小路 | 同年廃止された旧下呉服町とは別。                      |
| 須崎町                       | 1966年                          | 上鰯町・博多橋口町・上対馬小路・中対馬小路・下対馬小路・麹屋町・上洲崎町・下洲崎町・下鰯町 |                                                       |
| 石城町                       | 1966年                          | 石城町1丁目〜3丁目・北浜町1丁目〜4丁目・恵比須町・海岸通1丁目〜2丁目・大浜町1丁目・柳町・幾世町 |                                                       |
| 大博町                       | 1966年                          | 柳町・小金町・大浜町1丁目〜3丁目・千年町1丁目・大浜町1丁目〜3丁目・幾世町 |                                                       |
| 築港本町                     | 1966年                          | 西浜町1丁目〜2丁目・冷泉町・海岸通1丁目〜3丁目・石城町1丁目〜3丁目 |                                                       |
| 綱場町                       | 1966年                          | 綱場町・下西町・中間町・上西町・上呉服町・下呉服町・中土居町・下土居町・行町・蔵本町・上市小路 |                                                       |
| 対馬小路                     | 1966年                          | 千年町3丁目・石城町3丁目・西方寺前町・倉所町・下対馬小路・下洲崎町・下鰯町 |                                                       |
| 店屋町                       | 1966年                          | 下赤間町・箔屋町・古小路・下厨子町・下店屋町・上西町・上店屋町・上厨子町・上呉服町・下小山町・竹若町・中土居町・上土居町・上赤間町・大乗寺前町 |                                                       |
| 中呉服町                     | 1966年                          | 官内町・下東町・中石堂町・上竪町・蓮池町・上呉服町・上東町・上浜口町・上市小路・上金屋町 |                                                       |
| 中洲1丁目〜5丁目             | 1966年                          | 東中洲町・中島町 |                                                       |
| 中洲中島町                   | 1966年                          | 築地町・中島町 |                                                       |
| 奈良屋町                     | 1966年                          | 奈良屋町・古渓町・芥屋町・釜屋町・萱堂町・奥小路・上市小路・中市小路・下市小路・蔵本町・行町・浜小路・西方寺前町・大浜町3丁目〜4丁目 |                                                       |
| 冷泉町                       | 1966年                          | 万行寺前町・櫛田前町・馬場新町・社家町・上祇園町・下祇園町・大乗寺前町・上厨子町・下厨子町・竹若町・上赤間町・上小山町・中奥堂町 | 同年廃止された冷泉町とは別                            |
| 板付1丁目〜7丁目             | 1968年                          | 大字板付・大字上月隈・大字諸岡・大字麦野・大字立花寺 |                                                       |
| 三筑1丁目〜2丁目             | 1968年                          | 大字板付・大字麦野 |                                                       |
| 麦野1丁目〜6丁目             | 1968年                          | 麦野町1丁目〜4丁目・中新町1丁目〜2丁目・大字麦野・大字板付 |                                                       |
| 諸岡1丁目〜6丁目             | 1968年(〜2丁目) 1979年(3丁目〜) | 大字諸岡・大字五十川・大字平原 |                                                       |
| 住吉1丁目〜5丁目             | 1969年                          | 大字住吉・大字春吉 |                                                       |
| 博多駅中央街                 | 1969年                          | 中比恵町・三社町・明治町1丁目〜3丁目・音羽町 |                                                       |
| 博多駅東1丁目〜3丁目         | 1969年                          | 中比恵町・比恵町・音羽町・三社町・瑞穂町・明治町1丁目〜3丁目・大字比恵 |                                                       |
| 博多駅前1丁目〜4丁目         | 1969年                          | 上辻堂町・下辻堂町・出来町・上祇園町・下祇園町・矢倉門町・上人参町・中人参町・松田町・馬場新町・明治町1丁目〜3丁目・三社町・音羽町・東領1丁目〜3丁目・中比恵町・大字住吉・大字春吉・大字犬飼・大字比恵                                                                            |                                                       |
| 博多駅南1丁目〜6丁目         | 1969年(〜3丁目) 1971年(4丁目〜) | 花野町・宮島町・小林町・春住町・音羽町・東領1丁目〜3丁目・三社町・瑞穂町・山王町・宮下町・榊田町・扇町・大字犬飼・大字住吉・大字竹下 |                                                       |
| 比恵町                       | 1969年                          | 比恵町・瑞穂町・山王町・大字比恵 |                                                       |
| 美野島1丁目〜4丁目           | 1969年(〜3丁目) 1971年(4丁目)   | 大字住吉・大字清水・大字竹下 |                                                       |
| 榎田1丁目〜2丁目             | 1970年                          | 大字堅粕・大字下臼井・大字上臼井 |                                                       |
| 大井1丁目〜2丁目             | 1970年                          | 大字下臼井 |                                                       |
| 臼井1丁目→空港前1丁目〜5丁目 | 1970年(1丁目) 年不詳(2丁目〜)   | 大字下臼井・大字上臼井 | 2丁目以降の新設と同時に臼井1丁目が空港前1丁目に改称。 |
| 堅粕1丁目〜5丁目             | 1970年                          | 米屋町・御川町・伏見町・川原町・東本町・中学通・御笠町・御笠本町・上御笠町・上南町・吉野町・福博町・堅粕日ノ出町・潟洲町・白鷺町・大字西堅粕 |                                                       |
| 吉塚1丁目〜8丁目             | 1970年(〜3丁目) 1977年(4丁目〜) | 大字堅粕・大字西堅粕・大字馬出・大字下臼井 |                                                       |
| 井相田1丁目〜3丁目           | 1971年                          | 大字井相田・大字麦野 |                                                       |
| 山王1丁目〜2丁目             | 1971年                          | 山王町・扇町 |                                                       |
| 竹下1丁目〜5丁目             | 1971年(〜2丁目) 1981年(3丁目〜) | 榊田町・大字清水・大字竹下・大字塩原・大字東光寺・大字那珂 |                                                       |
| 上牟田1丁目〜3丁目           | 1972年                          | 上牟田町・吉原町・比恵新町・平田町・千把町・田中町・津屋町・寺崎町・八田町・川瀬・大字上臼井・大字下臼井 |                                                       |
| 東光1丁目〜2丁目             | 1972年                          | 東光町・白鷺町・屋敷町・池田町・大字堅粕 |                                                       |
| 東比恵1丁目〜4丁目           | 1972年                          | 松本町・栗原町・若菜町・比恵新町・池田町・屋敷町・東光町・平田町・千把町・田中町・津屋町・八田町・上牟田町・大字堅粕・大字下臼井 |                                                       |
| 千代1丁目〜6丁目             | 1974年                          | 常盤町・元町・春日町・清水町・京町・泉町・仲町・大学通・潟洲町・東浜町1丁目・千鳥町・字千代町1丁目〜3丁目・字妙見町・字栄町・字西門橋通・字大学通1丁目〜3丁目・字千代橋通・字千代・字崇福寺新町・字真砂町・字宝来町・字水茶屋町・字旭町・字千代橋町・字緑町・大字西堅粕・大字堅粕 |                                                       |
| 東公園                       | 1974年                          | 大字堅粕・大字馬出 |                                                       |
| 豊1丁目〜2丁目               | 1977年                          | 大字堅粕 |                                                       |
| 吉塚本町                     | 1977年                          | 大字馬出・大字堅粕 |                                                       |
| 半道橋1丁目〜2丁目           | 1979年                          | 寺崎町・川瀬・大字東光寺・大字青木・大字上臼井・大字雀居 |                                                       |
| 東那珂1丁目〜3丁目           | 1979年                          | 大字那珂・大字東光寺・大字雀居・大字下月隈 |                                                       |
| 東光寺町1丁目〜2丁目         | 1981年                          | 東光寺本町・大字東光寺・大字那珂 |                                                       |
| 那珂1丁目〜6丁目             | 1981年                          | 大字五十川・大字那珂・大字竹下 |                                                       |
| 青木1丁目〜2丁目             | 年不詳                          | 大字青木など |                                                       |
| 浦田1丁目〜2丁目             | 年不詳                          | 大字立花寺・大字下月隈 |                                                       |
| 月隈1丁目〜6丁目             | 年不詳                          | 大字上月隈・大字下月隈など |                                                       |
| 西月隈1丁目〜6丁目           | 年不詳                          | 大字上月隈など |                                                       |
| 東月隈1丁目〜5丁目           | 年不詳                          | 大字下月隈など |                                                       |
| 東平尾1丁目〜3丁目           | 年不詳                          | 大字東平尾など |                                                       |
| 東平尾公園1丁目〜2丁目       | 年不詳                          | 大字東平尾など |                                                       |
| 立花寺1丁目〜2丁目           | 年不詳                          | 大字立花寺など |                                                       |
| 金の隈1丁目〜3丁目           | 2003年                          | 大字金隈 |                                                       |

#### 中央区
住居表示実施前
これらのうち、3町のみが現在も住居表示未実施のまま現在も一部が残されている。
| 設置年 | 前身                                   | 町名                 | 消滅年        | 現町名 | 備考                                                                                             |
| ------ | -------------------------------------- | -------------------- | ------------- | --- | ------------------------------------------------------------------------------------------------ |
| 1889年 | 福岡区福岡橋口町                       | 橋口町               | 1964年        | 天神1丁目〜5丁目                                                                                             | ミーナ天神前の交差点に、「天神橋口」として名前を残している                                       |
| 1889年 | 福岡区福岡天神町                       | 天神町               | 1964年        | 天神1丁目〜5丁目                                                                                             |                                                                                                  |
| 1889年 | 福岡区福岡因幡町                       | 因幡町               | 1964年        | 天神1丁目〜5丁目                                                                                             |                                                                                                  |
| 1889年 | 福岡区福岡鍛冶町                       | 鍛冶町               | 1964年        | 天神1丁目〜5丁目                                                                                             |                                                                                                  |
| 1889年 | 福岡区福岡極楽寺町                     | 極楽寺町             | 1964年        | 天神1丁目〜5丁目                                                                                             |                                                                                                  |
| 1889年 | 福岡区福岡須崎土手町                   | 須崎土手町           | 1964年        | 天神1丁目〜5丁目                                                                                             |                                                                                                  |
| 1889年 | 福岡区福岡船津町                       | 船津町               | 1964年        | 天神1丁目〜5丁目                                                                                             |                                                                                                  |
| 1889年 | 福岡区福岡須崎裏町                     | 須崎裏町             | 1964年        | 天神1丁目〜5丁目                                                                                             |                                                                                                  |
| 1889年 | 福岡区福岡材木町                       | 材木町               | 1964年        | 舞鶴1丁目〜3丁目・天神1丁目〜5丁目                                                                           |                                                                                                  |
| 1889年 | 福岡区福岡土手町                       | 土手町               | 1964年        | 大名1丁目〜2丁目・赤坂1丁目・天神1丁目〜5丁目                                                                |                                                                                                  |
| 1889年 | 福岡区福岡大名町                       | 大名町               | 1964年        | 大濠公園・城内・赤坂1丁目〜2丁目・大濠1丁目〜2丁目・六本松1丁目〜2丁目・大名1丁目〜2丁目・大手門1丁目〜3丁目 |                                                                                                  |
| 1889年 | 福岡区福岡下名島町                     | 下名島町             | 1964年        | 天神1丁目〜5丁目                                                                                             |                                                                                                  |
| 1889年 | 福岡区福岡万町                         | 万町                 | 1964年        | 舞鶴1丁目〜3丁目・天神1丁目〜5丁目                                                                           |                                                                                                  |
| 1889年 | 福岡区福岡船町                         | 船町                 | 1964年        | 舞鶴1丁目〜3丁目                                                                                             |                                                                                                  |
| 1889年 | 福岡区福岡東職人町                     | 東職人町             | 1964年        | 舞鶴1丁目〜3丁目                                                                                             |                                                                                                  |
| 1889年 | 福岡区福岡上名島町                     | 上名島町             | 1964年        | 大名1丁目〜2丁目・舞鶴1丁目〜3丁目                                                                           |                                                                                                  |
| 1889年 | 福岡区福岡紺屋町                       | 紺屋町               | 1963年        | 大名1丁目〜2丁目                                                                                             |                                                                                                  |
| 1889年 | 福岡区福岡薬院西川端                   | 薬院西川端           | 1963年        | 大名1丁目〜2丁目                                                                                             |                                                                                                  |
| 1889年 | 福岡区福岡林毛町                       | 林毛町               | 1963年        | 大名1丁目〜2丁目                                                                                             |                                                                                                  |
| 1889年 | 福岡区福岡西小姓町                     | 西小姓町             | 1963年        | 大名1丁目〜2丁目                                                                                             |                                                                                                  |
| 1889年 | 福岡区福岡養巴町                       | 養巴町               | 1964年        | 大名1丁目〜2丁目・赤坂1丁目                                                                                  |                                                                                                  |
| 1889年 | 福岡区福岡雁林町                       | 雁林町               | 1964年        | 大名1丁目〜2丁目・赤坂1丁目・天神1丁目〜5丁目                                                                |                                                                                                  |
| 1889年 | 福岡区福岡小烏馬場                     | 小烏馬場             | 1964年        | 天神1丁目〜5丁目                                                                                             |                                                                                                  |
| 1889年 | 福岡区福岡薬院堀端                     | 薬院堀端             | 1964年        | 天神1丁目〜5丁目                                                                                             |                                                                                                  |
| 1889年 | 福岡区福岡薬院町                       | 薬院町               | 1964年        | 大名1丁目〜2丁目・天神1丁目〜5丁目                                                                           |                                                                                                  |
| 1889年 | 福岡区福岡薬研町                       | 薬研町               | 1964年        | 天神1丁目〜5丁目                                                                                             |                                                                                                  |
| 1889年 | 福岡区福岡薬院東川端                   | 薬院東川端           | 1963年        | 大名1丁目〜2丁目                                                                                             |                                                                                                  |
| 1889年 | 福岡区福岡東小姓町                     | 東小姓町             | 1963年        | 大名1丁目〜2丁目                                                                                             |                                                                                                  |
| 1889年 | 福岡区福岡鉄砲町                       | 鉄砲町               | 1963年        | 大名1丁目〜2丁目                                                                                             |                                                                                                  |
| 1889年 | 福岡区福岡簀子町                       | 簀子町               | 1964年        | 大手門1丁目〜3丁目                                                                                           |                                                                                                  |
| 1889年 | 福岡区福岡魚町                         | 魚町                 | 1964年        | 赤坂1丁目・天神1丁目〜5丁目・舞鶴1丁目〜3丁目・大手門1丁目〜3丁目                                            |                                                                                                  |
| 1889年 | 福岡区福岡大工町                       | 大工町               | 1964年        | 大手門1丁目〜3丁目                                                                                           |                                                                                                  |
| 1889年 | 福岡区福岡呉服町                       | 呉服町               | 1964年        | 大名1丁目〜2丁目・舞鶴1丁目〜3丁目・赤坂1丁目                                                                |                                                                                                  |
| 1889年 | 福岡区福岡本町                         | 本町                 | 1964年        | 赤坂1丁目・舞鶴1丁目〜3丁目                                                                                  |                                                                                                  |
| 1889年 | 福岡区福岡西職人町                     | 西職人町             | 1964年        | 舞鶴1丁目〜3丁目                                                                                             |                                                                                                  |
| 1889年 | 福岡区福岡浜町                         | 浜町                 | 1964年        | 舞鶴1丁目〜3丁目                                                                                             |                                                                                                  |
| 1889年 | 福岡区福岡荒戸町                       | 荒戸町               | 1966年        | 大濠公園・港1丁目〜3丁目・荒戸1丁目〜3丁目・西公園                                                           |                                                                                                  |
| 1889年 | 福岡区福岡東唐人町                     | 東唐人町             | 1968年        | 唐人町1丁目〜3丁目                                                                                           |                                                                                                  |
| 1889年 | 福岡区福岡西唐人町                     | 西唐人町             | 1968年        | 黒門・唐人町1丁目〜3丁目                                                                                     |                                                                                                  |
| 1889年 | 福岡区福岡浪人町                       | 浪人町               | 1968年        | 唐人町1丁目〜3丁目                                                                                           |                                                                                                  |
| 1889年 | 福岡区福岡枡木屋町、鳥飼村字枡木屋町   | 枡木屋町             | 1968年        | 唐人町1丁目〜3丁目                                                                                           |                                                                                                  |
| 1889年 | 福岡区福岡大円寺町                     | 大円寺町             | 1968年        | 唐人町1丁目〜3丁目                                                                                           |                                                                                                  |
| 1889年 | 福岡区福岡東唐人町堀端                 | 東唐人町堀端         | 1968年        | 荒戸1丁目〜3丁目・唐人町1丁目〜3丁目                                                                         |                                                                                                  |
| 1889年 | 福岡区福岡新大工町、鳥飼村字新大工町   | 新大工町             | 1968年        | 黒門・大濠1丁目〜2丁目・唐人町1丁目〜3丁目                                                                   |                                                                                                  |
| 1889年 | 福岡区福岡東湊町                       | 東湊町               | 1964年        | 港1丁目〜3丁目・大手門1丁目〜3丁目                                                                           |                                                                                                  |
| 1889年 | 福岡区福岡西湊町                       | 西湊町               | 1966年        | 港1丁目〜3丁目・西公園・荒戸1丁目〜3丁目                                                                     |                                                                                                  |
| 1889年 | 福岡区福岡南湊町                       | 南湊町               | 1966年        | 港1丁目〜3丁目・大手門1丁目〜3丁目・荒戸1丁目〜3丁目                                                         |                                                                                                  |
| 1889年 | 福岡区福岡北湊町                       | 北湊町               | 1966年        | 港1丁目〜3丁目・西公園                                                                                       |                                                                                                  |
| 1889年 | 福岡区福岡西町、鳥飼村字西町           | 西町                 | 1963年        | 今川1丁目〜2丁目                                                                                             |                                                                                                  |
| 1889年 | 福岡区福岡谷町                         | 谷町                 | 1966年        | 西公園 |                                                                                                  |
| 1889年 | 福岡区福岡地行東町、鳥飼村字地行東町   | 地行東町             | 1968年        | 今川1丁目〜2丁目・地行1丁目〜4丁目                                                                           |                                                                                                  |
| 1889年 | 福岡区福岡地行西町、鳥飼村字地行西町   | 地行西町             | 1968年        | 今川1丁目〜2丁目・地行1丁目〜4丁目                                                                           |                                                                                                  |
| 1889年 | 福岡区伊崎浦                           | 伊崎浦               | 1966年        | 伊崎・西公園                                                                                                 |                                                                                                  |
| 1889年 | 福岡区荒戸村                           | 荒戸村               | 1966年        | 大手門1丁目〜3丁目・伊崎・西公園                                                                             |                                                                                                  |
| 1915年 | 埋立地                                 | 入船町1丁目〜2丁目   | 1964年        | 港1丁目〜3丁目                                                                                               |                                                                                                  |
| 1915年 | 埋立地                                 | 福崎町               | 1964年        | 港1丁目〜3丁目                                                                                               |                                                                                                  |
| 1915年 | 埋立地                                 | 長倉町               | 1964年        | 港1丁目〜3丁目・大手門1丁目〜3丁目                                                                           |                                                                                                  |
| 1915年 | 埋立地                                 | 舞鶴町               | 1964年        | 港1丁目〜3丁目                                                                                               |                                                                                                  |
| 1930年 | 新大工町・大名町・大字鳥飼             | 大濠町               | 1963年        | 大濠1丁目〜2丁目・黒門                                                                                       |                                                                                                  |
| 1930年 | 埋立地                                 | 築石町               | 1964年        | 港1丁目〜3丁目・舞鶴1丁目〜3丁目・大手門1丁目〜3丁目                                                         |                                                                                                  |
| 1931年 | 大字今泉                               | 今泉町1丁目〜5丁目   | 1967年        | 渡辺通1丁目〜5丁目・今泉1丁目〜2丁目                                                                         | 5丁目は1935年新設。                                                                              |
| 1931年 | 大字今泉・大字庄                       | 新開町1丁目〜3丁目   | 1962年        | 渡辺通1丁目〜5丁目                                                                                           |                                                                                                  |
| 1931年 | 大字庄・大字薬院                       | 本庄町1丁目〜3丁目   | 1967年        | 今泉1丁目〜2丁目薬院1丁目〜2丁目                                                                             |                                                                                                  |
| 1931年 | 大字今泉・大字庄                       | 渡辺通1丁目〜5丁目   | 1962年        | 高砂1丁目〜2丁目・渡辺通1丁目〜5丁目                                                                         |                                                                                                  |
| 1931年 | 大字庄・大字薬院                       | 薬院露切町           | 1972年        | 薬院3丁目〜4丁目                                                                                             |                                                                                                  |
| 1931年 | 大字薬院                               | 中庄町               | 1967年        | 今泉1丁目〜2丁目・薬院1丁目〜2丁目                                                                           |                                                                                                  |
| 1931年 | 大字薬院                               | 薬院大通1丁目〜2丁目 | 1972年        | 今泉1丁目〜2丁目・警固1丁目〜3丁目・薬院1丁目〜4丁目                                                         |                                                                                                  |
| 1931年 | 大字薬院                               | 東薬院1番丁〜4番丁   | 1972年        | 薬院3丁目〜4丁目                                                                                             |                                                                                                  |
| 1931年 | 大字薬院                               | 薬院伊福町           | 現存          | 警固1丁目〜3丁目・薬院1丁目〜4丁目・浄水通                                                                   |                                                                                                  |
| 1931年 | 大字庄・大字平尾                       | 城南橋通→昭和通      | 1962年        | 白金1丁目〜2丁目・高砂1丁目〜2丁目・渡辺通1丁目〜5丁目                                                       | 1932年改称。                                                                                     |
| 1931年 | 大字庄・大字平尾・大字薬院             | 原吉町               | 1972年        | 大宮1丁目〜2丁目・白金1丁目〜2丁目・平尾1丁目〜5丁目                                                         |                                                                                                  |
| 1931年 | 大字平尾・大字薬院                     | 平尾新川町           | 1972年        | 平尾1丁目〜5丁目・薬院3丁目〜4丁目                                                                           |                                                                                                  |
| 1931年 | 大字薬院・大字下警固                   | 薬院中溝町           | 1967年        | 警固1丁目〜3丁目・薬院1丁目〜2丁目                                                                           |                                                                                                  |
| 1931年 | 大字薬院・大字下警固                   | 薬院塩入町           | 1972年        | 警固1丁目〜3丁目・薬院1丁目〜4丁目                                                                           |                                                                                                  |
| 1931年 | 大字薬院・大字下警固                   | 薬院大坪町           | 1972年        | 警固1丁目〜3丁目・薬院1丁目〜4丁目                                                                           |                                                                                                  |
| 1931年 | 大字薬院・大字下警固                   | 薬院相割町           | 1972年        | 警固1丁目〜3丁目・薬院1丁目〜4丁目                                                                           |                                                                                                  |
| 1931年 | 大字薬院・大字下警固                   | 薬院古浜町           | 1972年        | 警固1丁目〜3丁目・薬院1丁目〜4丁目                                                                           |                                                                                                  |
| 1931年 | 大字薬院・大字下警固                   | 古小烏町             | 現存          | 警固1丁目〜3丁目・桜坂1丁目〜3丁目・薬院1丁目〜2丁目                                                         |                                                                                                  |
| 1931年 | 大字薬院・大字下警固                   | 警固沖田町           | 1967年        | 警固1丁目〜3丁目                                                                                             |                                                                                                  |
| 1931年 | 大字薬院・大字下警固                   | 警固本町             | 1967年        | 警固1丁目〜3丁目                                                                                             |                                                                                                  |
| 1931年 | 大字下警固                             | 警固本通1丁目〜3丁目 | 1967年        | 赤坂3丁目・警固1丁目〜3丁目・桜坂1丁目〜2丁目                                                                | 2丁目以降は1934年新設。                                                                          |
| 1931年 | 大字下警固                             | 東警固町             | 1967年        | 大名1丁目〜2丁目・赤坂1丁目・警固1丁目〜3丁目                                                                |                                                                                                  |
| 1931年 | 大字下警固                             | 西警固町             | 1967年        | 赤坂3丁目・警固1丁目〜3丁目                                                                                  |                                                                                                  |
| 1931年 | 大字鳥飼                               | 大坪町1丁目〜2丁目   | 1972年        | 梅光園1丁目〜2丁目・六本松3丁目〜4丁目                                                                       |                                                                                                  |
| 1931年 | 大字鳥飼                               | 草ヶ江町             | 1972年        | 六本松1丁目〜4丁目・草香江1丁目〜2丁目                                                                       |                                                                                                  |
| 1931年 | 大字鳥飼                               | 城南町               | 1963年        | 六本松1丁目〜2丁目                                                                                           |                                                                                                  |
| 1931年 | 大字鳥飼                               | 浜田町1丁目〜3丁目   | 1967年        | 鳥飼1丁目〜3丁目・六本松1丁目〜2丁目・草香江1丁目〜2丁目                                                     |                                                                                                  |
| 1931年 | 大字鳥飼                               | 鳥飼町1丁目〜6丁目   | 1963年        | 鳥飼1丁目〜3丁目・今川1丁目〜2丁目・大濠1丁目〜2丁目                                                         |                                                                                                  |
| 1931年 | 大字鳥飼                               | 菰川西町             | 1963年        | 大濠1丁目〜2丁目・鳥飼1丁目〜3丁目                                                                           |                                                                                                  |
| 1931年 | 大字鳥飼                               | 菰川東町1丁目〜3丁目 | 1963年        | 大濠1丁目〜2丁目                                                                                             |                                                                                                  |
| 1931年 | 大字鳥飼                               | 鳥飼本町1丁目〜4丁目 | 1963年        | 鳥飼1丁目〜3丁目                                                                                             |                                                                                                  |
| 1931年 | 大字谷・大字鳥飼                       | 浪人谷               | 1971年        | 谷1丁目〜2丁目                                                                                               |                                                                                                  |
| 1931年 | 大字谷・大字鳥飼                       | 馬屋谷               | 1971年        | 桜坂3丁目・谷1丁目〜2丁目                                                                                    |                                                                                                  |
| 1931年 | 大字谷・大字鳥飼                       | 茶園谷               | 1972年        | 谷1丁目〜2丁目・六本松3丁目〜4丁目                                                                           |                                                                                                  |
| 1931年 | 大字谷・大字鳥飼                       | 六本松               | 1972年        | 谷1丁目〜2丁目・六本松3丁目〜4丁目                                                                           |                                                                                                  |
| 1934年 | 大字下警固                             | 高頭                 | 1971年        | 桜坂3丁目・南公園                                                                                            |                                                                                                  |
| 1934年 | 大字下警固                             | 井原ヶ谷             | 1971年        | 桜坂3丁目・南公園                                                                                            |                                                                                                  |
| 1934年 | 大字下警固                             | 上練塀町             | 1971年        | 桜坂3丁目 |                                                                                                  |
| 1934年 | 大字下警固                             | 下練塀町             | 1967年        | 桜坂1丁目〜2丁目                                                                                             |                                                                                                  |
| 1934年 | 大字下警固                             | 駿河谷               | 1967年        | 桜坂1丁目〜2丁目                                                                                             |                                                                                                  |
| 1934年 | 大字下警固                             | 杵屋谷               | 1967年        | 桜坂1丁目〜2丁目                                                                                             |                                                                                                  |
| 1934年 | 大字下警固                             | 十軒屋               | 1967年        | 桜坂1丁目〜2丁目                                                                                             |                                                                                                  |
| 1934年 | 大字下警固                             | 浦谷                 | 1967年        | 警固1丁目〜3丁目・桜坂1丁目〜2丁目                                                                           |                                                                                                  |
| 1934年 | 大字下警固                             | 桜ヶ峰               | 1967年        | 赤坂3丁目・桜坂1丁目〜2丁目                                                                                  |                                                                                                  |
| 1934年 | 大字下警固                             | 地蔵谷               | 1967年        | 赤坂3丁目・桜坂1丁目〜2丁目                                                                                  |                                                                                                  |
| 1934年 | 大字下警固                             | 栗林                 | 1967年        | 赤坂3丁目 |                                                                                                  |
| 1934年 | 大字下警固                             | 赤坂                 | 1967年        | 赤坂3丁目 |                                                                                                  |
| 1934年 | 大字下警固                             | 柳原町1丁目〜3丁目   | 1967年        | 赤坂1丁目〜3丁目                                                                                             |                                                                                                  |
| 1934年 | 大字薬院                               | 浄水通               | 2008年        | 平尾1丁目〜5丁目・浄水通                                                                                     |                                                                                                  |
| 1934年 | 大字薬院                               | 御所ヶ谷             | 2008年        | 桜坂3丁目・南公園                                                                                            |                                                                                                  |
| 1934年 | 大字谷                                 | 赤坂山               | 1971年        | 桜坂3丁目・谷1丁目〜2丁目・輝国1丁目〜2丁目・南公園                                                          |                                                                                                  |
| 1934年 | 大字谷                                 | 馬場頭               | 1972年        | 赤坂3丁目・桜坂1丁目〜2丁目・六本松3丁目〜4丁目                                                              |                                                                                                  |
| 1934年 | 大字谷                                 | 上ノ町               | 1972年        | 六本松3丁目〜4丁目                                                                                           |                                                                                                  |
| 1934年 | 大字下警固・大字谷                     | 天狗松               | 1972年        | 桜坂1丁目〜3丁目・谷1丁目〜2丁目・六本松3丁目〜4丁目                                                         |                                                                                                  |
| 1934年 | 大字下警固・大字谷                     | 濁池                 | 1972年        | 赤坂3丁目・六本松3丁目〜4丁目                                                                                |                                                                                                  |
| 1934年 | 大字薬院                               | 岩戸町               | 1967年        | 今泉1丁目〜2丁目・警固1丁目〜3丁目                                                                           |                                                                                                  |
| 1934年 | 大字薬院                               | 薬院原ノ町           | 1967年        | 警固1丁目〜3丁目                                                                                             |                                                                                                  |
| 1934年 | 大字薬院                               | 上出口町             | 1967年        | 今泉1丁目〜2丁目・警固1丁目〜3丁目                                                                           |                                                                                                  |
| 1934年 | 大字薬院                               | 中出口町             | 1967年        | 今泉1丁目〜2丁目・警固1丁目〜3丁目                                                                           |                                                                                                  |
| 1934年 | 大字庄                                 | 本庄町天神通         | 1967年        | 今泉1丁目〜2丁目・今泉1丁目〜2丁目                                                                           |                                                                                                  |
| 1934年 | 大字今泉                               | 若宮町1丁目          | 1967年        | 大名1丁目〜2丁目                                                                                             |                                                                                                  |
| 1937年 | 大字平尾                               | 白金町               | 1962年        | 白金1丁目〜2丁目                                                                                             |                                                                                                  |
| 1937年 | 大字平尾                               | 露町                 | 1972年        | 大宮1丁目〜2丁目・平尾1丁目〜5丁目                                                                           |                                                                                                  |
| 1937年 | 大字平尾・大字高宮                     | 一本木町             | 1972年        | 大宮1丁目〜2丁目・平尾1丁目〜5丁目                                                                           |                                                                                                  |
| 1937年 | 大字平尾・大字春吉                     | 向田町               | 1962年        | 白金1丁目〜2丁目                                                                                             |                                                                                                  |
| 1937年 | 埋立地                                 | 長浜町1丁目〜4丁目   | 1964年        | 長浜1丁目〜3丁目・舞鶴1丁目〜3丁目・天神1丁目〜5丁目                                                         |                                                                                                  |
| 1937年 | 大字住吉                               | 幸ノ町               | 1962年        | 清川1丁目〜3丁目・那の川1丁目〜2丁目                                                                         |                                                                                                  |
| 1937年 | 大字住吉                               | 西本町               | 1962年        | 清川1丁目〜3丁目                                                                                             |                                                                                                  |
| 1937年 | 大字住吉                               | 上桜町               | 1962年        | 清川1丁目〜3丁目                                                                                             |                                                                                                  |
| 1937年 | 大字住吉                               | 桜町                 | 1962年        | 清川1丁目〜3丁目                                                                                             |                                                                                                  |
| 1937年 | 大字住吉・大字春吉                     | 高砂町               | 1962年        | 清川1丁目〜3丁目、高砂1丁目〜2丁目                                                                           |                                                                                                  |
| 1937年 | 大字住吉・大字春吉                     | 高畑本町             | 1962年        | 高砂1丁目〜2丁目                                                                                             |                                                                                                  |
| 1937年 | 大字住吉                               | 新柳町1丁目〜3丁目   | 1962年        | 清川1丁目〜3丁目                                                                                             |                                                                                                  |
| 1937年 | 大字住吉                               | 高畑新町             | 1962年        | 清川1丁目〜3丁目、高砂1丁目〜2丁目                                                                           |                                                                                                  |
| 1937年 | 大字住吉                               | 六月田町             | 1962年        | 清川1丁目〜3丁目、高砂1丁目〜2丁目                                                                           |                                                                                                  |
| 1937年 | 大字住吉                               | 桜木町               | 1962年        | 高砂1丁目〜2丁目                                                                                             |                                                                                                  |
| 1937年 | 大字住吉・大字春吉・大字高宮           | 住ノ江町             | 1962年        | 清川1丁目〜3丁目・高砂1丁目〜2丁目・那の川1丁目〜2丁目                                                       |                                                                                                  |
| 1937年 | 大字住吉・大字春吉・大字平尾・大字高宮 | 八幡本町             | 1962年        | 白金1丁目〜2丁目・那の川1丁目〜2丁目                                                                         |                                                                                                  |
| 1937年 | 大字平尾・大字高宮                     | 二見町               | 1962年        | 白金1丁目〜2丁目・那の川1丁目〜2丁目                                                                         |                                                                                                  |
| 1937年 | 大字平尾・大字高宮                     | 黒金町               | 1972年        | 大宮1丁目〜2丁目・那の川1丁目〜2丁目・平尾1丁目〜5丁目                                                       |                                                                                                  |
| 1941年 | 大字平尾                               | 平尾本町             | 1972年        | 平尾1丁目〜5丁目                                                                                             |                                                                                                  |
| 1941年 | 大字平尾                               | 平丘町               | 2008年        | 平尾1丁目〜5丁目・平丘町                                                                                     |                                                                                                  |
| 1941年 | 大字平尾                               | 平尾浄水町           | 2008年        | 平尾浄水町                                                                                                   |                                                                                                  |
| 1941年 | 大字平尾                               | 山荘通1丁目〜3丁目   | 3丁目のみ現存 | 平尾1丁目〜5丁目                                                                                             |                                                                                                  |
| 1941年 | 大字平尾・大字田島・高頭               | 大休台               | 1971年        | 南公園 |                                                                                                  |
| 1949年 | 埋立地                                 | 須崎浜町             | 1964年        | 長浜1丁目〜3丁目・天神1丁目〜5丁目                                                                           |                                                                                                  |
| 1958年 | 埋立地                                 | 長浜港町             | 1964年        | 長浜1丁目〜3丁目                                                                                             |                                                                                                  |
| 1958年 | 埋立地                                 | 荒津町               | 1965年        | 港1丁目〜3丁目・荒津1丁目〜2丁目                                                                             |                                                                                                  |
| 1962年 | 大字田島                               | 東田島1丁目〜4丁目   | 1973年        | | 当町そのものは政令指定都市施行から消滅までは旧・西区に属した。住居表示実施とともに中央区に編入。 |

住居表示実施後
| 町名               | 設置年                                    | 前身 | 備考                                                                                        |
| ------------------ | ----------------------------------------- | --- | ------------------------------------------------------------------------------------------- |
| 大宮1丁目〜2丁目   | 1962年                                    | 大字田島 | 一本木町・原吉町・露町・黒金町                                                              |
| 清川1丁目〜3丁目   | 1962年                                    | 新柳町1丁目〜3丁目・桜町・西本町・上桜町・六月田町・高畑新町・高砂町・住ノ江町・幸ノ町・大字春吉・大字住吉 |                                                                                             |
| 白金1丁目〜2丁目   | 1962年                                    | 白金町・向田町・原吉町・昭和通・八幡本町・二見町 |                                                                                             |
| 高砂1丁目〜2丁目   | 1962年                                    | 桜木町・昭和通・六月田町・高畑新町・高畑本町・高砂町・住ノ江町・渡辺通1丁目〜5丁目・大字春吉 |                                                                                             |
| 西中洲             | 1962年                                    | 大字春吉 |                                                                                             |
| 春吉1丁目〜3丁目   | 1962年                                    | 大字春吉・大字住吉 |                                                                                             |
| 渡辺通1丁目〜5丁目 | 1962年                                    | 渡辺通1丁目〜5丁目・昭和通・新開町1丁目〜3丁目・今泉町1丁目〜5丁目・大字住吉・大字春吉・大字庄 |                                                                                             |
| 那の川2丁目        |                                           | | 政令指定都市施行時に2丁目の一部のみ中央区に。詳細は南区を参照。                             |
| 赤坂1丁目〜3丁目   | 1963年(2丁目) 1964年(1丁目) 1967年(3丁目) | 柳原町1丁目〜3丁目・大名町・本町・魚町・土手町・雁林町・養巴町・東警固町・呉服町・赤坂・栗林・地蔵谷・桜ヶ峰・濁池・警固本通1丁目〜3丁目・西警固町・馬場頭・大字下警固・大字谷・大字薬院                                       |                                                                                             |
| 今川1丁目〜2丁目   | 1963年                                    | 西町・地行西町・地行東町・鳥飼町1丁目〜6丁目・大字鳥飼 |                                                                                             |
| 大濠1丁目〜2丁目   | 1963年                                    | 大濠町・菰川西町・菰川東町・大名町・新大工町・鳥飼町1丁目〜6丁目 |                                                                                             |
| 大濠公園           | 1963年                                    | 大名町・荒戸町 |                                                                                             |
| 黒門               | 1963年                                    | 新大工町・西唐人町・大濠町 |                                                                                             |
| 城内               | 1963年                                    | 大名町・大字谷 |                                                                                             |
| 大名1丁目〜2丁目   | 1963年                                    | 鉄砲町・東小姓町・西小姓町・薬院東川端・薬院西川端・紺屋町・林毛町・雁林町・薬院町・若宮町・養巴町・東警固町・土手町・大名町・上名島町・呉服町                                                                                 |                                                                                             |
| 鳥飼1丁目〜3丁目   | 1963年                                    | 鳥飼本町1丁目〜4丁目・鳥飼町1丁目〜6丁目・浜田町1丁目〜3丁目・菰川西町・大字鳥飼 |                                                                                             |
| 六本松1丁目〜4丁目 | 1963年(〜2丁目) 1972年(3丁目〜)           | 城南町・浜田町1丁目〜3丁目・大名町・草ヶ江町・上ノ町・濁池・馬場頭・天狗松・茶園谷・大坪町1丁目〜2丁目・六本松・大字谷・大字鳥飼・大字田島                                                                                     |                                                                                             |
| 大手門1丁目〜3丁目 | 1964年                                    | 大工町・簀子町・大名町・魚町・荒戸町・築石町・東湊町・南湊町・長倉町 |                                                                                             |
| 小笹1丁目〜5丁目   | 1964年(〜2丁目) 1971年(3丁目〜)           | 大字平尾・大字下長尾・大字田島 | 政令指定都市施行で1丁目は南区、2丁目・3丁目は旧西区になったが、1982年に全域中央区となった。 |
| 天神1丁目〜5丁目   | 1964年                                    | 天神町・橋口町・因幡町・極楽寺町・船津町・薬研町・須崎土手町・須崎裏町・下名島町・小烏馬場・薬院堀端・鍛治町・薬院町・雁林町・土手町・万町・材木町・長浜町1丁目〜4丁目・須崎浜町・大字春吉・大字下警固                         |                                                                                             |
| 長浜1丁目〜3丁目   | 1964年                                    | 長浜町1丁目〜4丁目・長浜港町・須崎浜町 |                                                                                             |
| 那の津1丁目〜5丁目 | 1964年                                    | 埋立地 |                                                                                             |
| 舞鶴1丁目〜3丁目   | 1964年                                    | 東職人町・船町・西職人町・浜町・万町・上名島町・材木町・呉服町・本町・魚町・築石町・長浜町1丁目〜4丁目 |                                                                                             |
| 港1丁目〜3丁目     | 1964年                                    | 福崎町・舞鶴町・入船町1丁目〜2丁目・長倉町・荒津町・築石町・東湊町・西湊町・南湊町・北湊町・荒戸村 |                                                                                             |
| 平和3丁目・5丁目   |                                           | | 1丁目〜2丁目・4丁目は南区。詳細は南区を参照。                                               |
| 荒津1丁目〜2丁目   | 1965年                                    | 荒津町 |                                                                                             |
| 荒戸1丁目〜3丁目   | 1966年                                    | 荒戸町・南湊町・西湊町・東唐人町堀端 |                                                                                             |
| 伊崎               | 1966年                                    | 伊崎浦・荒戸村 |                                                                                             |
| 西公園             | 1966年                                    | 谷町・北湊町・荒戸村・西湊町・荒戸町・伊崎浦 |                                                                                             |
| 今泉1丁目〜2丁目   | 1967年                                    | 今泉町1丁目〜5丁目・若宮町1丁目・本庄町天神通・本庄町1丁目〜3丁目・中庄町・岩戸町・上出口町・中出口町・薬院大通1丁目〜2丁目・大字今泉                                                                                          |                                                                                             |
| 草香江1丁目〜2丁目 | 1967年                                    | 草ヶ江町・浜田町1丁目〜3丁目 |                                                                                             |
| 警固1丁目〜3丁目   | 1967年                                    | 警固本町・東警固町・警固沖田町・薬院原ノ町・警固本通1丁目〜3丁目・西警固町・薬院大通1丁目〜2丁目・薬院相割町・薬院伊福町・薬院大坪町・薬院古浜町・薬院塩入町・古小烏町・薬院中溝町・岩戸町・浦谷・上出口町・中出口町・大字薬院 |                                                                                             |
| 桜坂1丁目〜3丁目   | 1967年(〜2丁目) 1971年(3丁目)             | 十軒屋・下練塀町・駿河谷・杵屋谷・浦谷・古小烏町・警固本通1丁目〜3丁目・天狗松・桜ヶ峰・地蔵谷・馬場頭・上練塀町・馬屋谷・井原ヶ谷・御所ヶ谷・高頭・赤坂山・大字下警固                                                         |                                                                                             |
| 薬院1丁目〜4丁目   | 1967年(〜2丁目) 1972年(3丁目〜)           | 本庄町1丁目〜3丁目・中庄町・薬院大通1丁目〜2丁目・古小烏町・薬院中溝町・薬院塩入町・薬院大坪町・薬院伊福町・薬院相割町・薬院古浜町・薬院露切町・東薬院1番丁〜4番丁・平尾新川町・大字庄・大字薬院                               |                                                                                             |
| 地行1丁目〜4丁目   | 1968年                                    | 地行東町・地行西町 |                                                                                             |
| 唐人町1丁目〜3丁目 | 1968年                                    | 西唐人町・東唐人町・新大工町・浪人町・枡木屋町・東唐人町堀端・大円寺町 |                                                                                             |
| 梅光園団地         | 1968年                                    | 大字田島 |                                                                                             |
| 福浜1丁目〜2丁目   | 1970年                                    | 埋立地 |                                                                                             |
| 谷1丁目〜2丁目     | 1971年                                    | 浪人谷・馬屋谷・茶園谷・天狗松・赤坂山・六本松・大字谷・大字田島 |                                                                                             |
| 輝国1丁目〜2丁目   | 1971年                                    | 赤坂山・大字田島 |                                                                                             |
| 梅光園1丁目〜3丁目 | 1971年(〜2丁目) 1973年(3丁目)             | 大坪町2丁目・大字田島 |                                                                                             |
| 南公園             | 1971年                                    | 大休台・高頭・赤坂山・井原ヶ谷・御所ヶ谷・大字田島・大字下長尾 |                                                                                             |
| 平尾1丁目〜5丁目   | 1972年                                    | 平尾本町・原吉町・露町・一本木町・黒金町・平尾新川町・平丘町・浄水通・山荘通1丁目〜3丁目・大字平尾 |                                                                                             |
| 笹丘1丁目〜3丁目   | 1973年                                    | 田島・(西区)東田島1丁目〜4丁目 |                                                                                             |
| 地行浜1丁目〜2丁目 | 年不詳                                    | 埋立地 |                                                                                             |
| 御所ヶ谷           | 2008年                                    | 御所ヶ谷 |                                                                                             |
| 浄水通             | 2008年                                    | 浄水通・薬院伊福町 |                                                                                             |
| 平丘町             | 2008年                                    | 平丘町 |                                                                                             |
| 平尾浄水町         | 2008年                                    | 平尾浄水町 |                                                                                             |

#### 南区
住居表示実施前
| 設置年 | 前身                                   | 町名                 | 消滅年 | 現町名                                                                 | 備考 |
| ------ | -------------------------------------- | -------------------- | ------ | ---------------------------------------------------------------------- | ---- |
| 1934年 | 大字清水・大字住吉                     | 清水西町             | 1969年 | 清水1丁目〜4丁目                                                       |      |
| 1934年 | 大字清水・大字塩原                     | 日吉町               | 1980年 | 玉川町・清水1丁目〜4丁目                                               |      |
| 1934年 | 大字清水・大字塩原                     | 高田町               | 1969年 | 清水1丁目〜4丁目                                                       |      |
| 1934年 | 大字野間                               | 野間本町             | 1980年 | 高宮1丁目〜5丁目・向野1丁目〜2丁目・野間1丁目〜4丁目                   |      |
| 1934年 | 大字野間・大字若久                     | 野間新町1丁目〜8丁目 | 1980年 | 大池1丁目〜2丁目・多賀1丁目〜2丁目・高宮1丁目〜5丁目・野間1丁目〜4丁目 |      |
| 1934年 | 大字野間・大字若久                     | 神田町1丁目〜4丁目   | 1980年 | 筑紫丘1丁目〜2丁目・野間1丁目〜4丁目                                   |      |
| 1934年 | 大字野間・大字若久                     | 境町                 | 1980年 | 若久1丁目〜6丁目                                                       |      |
| 1934年 | 大字野間・大字若久                     | 中村町               | 1980年 | 若久1丁目〜6丁目・野間1丁目〜4丁目                                     |      |
| 1935年 | 大字住吉                               | 天代町               | 1970年 | 大楠1丁目〜3丁目                                                       |      |
| 1935年 | 大字住吉                               | 清住町               | 1969年 | 清水1丁目〜4丁目                                                       |      |
| 1935年 | 大字住吉                               | 宮田町               | 1970年 | 大楠1丁目〜3丁目                                                       |      |
| 1935年 | 大字住吉・大字清水                     | 筑紫町               | 1970年 | 大楠1丁目〜3丁目                                                       |      |
| 1935年 | 大字住吉・大字清水・大字野間・大字高宮 | 大楠町               | 1938年 | 上大楠町・下大楠町・永田町                                             |      |
| 1935年 | 大字住吉・大字清水                     | 永田町               | 1970年 | 大楠1丁目〜3丁目                                                       |      |
| 1935年 | 大字高宮                               | 八反町               | 1970年 | 大楠1丁目〜3丁目                                                       |      |
| 1935年 | 大字高宮                               | 東高宮町             | 1970年 | 大楠1丁目〜3丁目                                                       |      |
| 1935年 | 大字高宮                               | 堀川町               | 1970年 | 大楠1丁目〜3丁目                                                       |      |
| 1935年 | 大字高宮・大字平尾                     | 北高宮町             | 1968年 | 高宮1丁目〜5丁目                                                       |      |
| 1935年 | 大字高宮・大字野間                     | 高宮本町             | 1968年 | 高宮1丁目〜5丁目                                                       |      |
| 1935年 | 大字高宮・大字野間                     | 下磐瀬町             | 1970年 | 大楠1丁目〜3丁目                                                       |      |
| 1935年 | 大字野間                               | 上磐瀬町             | 1980年 | 玉川町                                                                 |      |
| 1935年 | 大字野間                               | 磐瀬本町             | 1968年 | 高宮1丁目〜5丁目                                                       |      |
| 1937年 | 大字住吉                               | 銀水町               | 1962年 | 那の川1丁目〜2丁目                                                     |      |
| 1937年 | 大字住吉                               | 永楽町               | 1962年 | 那の川1丁目〜2丁目                                                     |      |
| 1935年 | 大字野間                               | 玉川町               | 1980年 | 玉川町                                                                 |      |
| 1938年 | 大楠町                                 | 上大楠町             | 1970年 | 大楠1丁目〜3丁目                                                       |      |
| 1938年 | 大楠町                                 | 下大楠町             | 1970年 | 大楠1丁目〜3丁目                                                       |      |
| 1941年 | 大字平尾                               | 平和町               | 1964年 | 平和1〜5丁目                                                           |      |
| 1941年 | 大字平尾・大字高宮                     | 市崎町               | 1968年 | 市崎1丁目〜2丁目                                                       |      |
| 1941年 | 大字平尾・大字高宮                     | 西高宮町             | 1968年 | 高宮1丁目〜5丁目                                                       |      |
| 1941年 | 大字平尾・大字高宮                     | 上高宮町             | 1968年 | 平和1〜5丁目・市崎1丁目〜2丁目・大池1丁目〜2丁目・高宮1丁目〜5丁目     |      |
| 1941年 | 大字平尾・大字高宮                     | 下高宮町             | 1968年 | 高宮1丁目〜5丁目                                                       |      |
| 1941年 | 大字高宮・大字野間                     | 南高宮町             | 1968年 | 高宮1丁目〜5丁目                                                       |      |
| 1941年 | 大字高宮・大字野間                     | 本南町               | 1968年 | 大池1丁目〜2丁目・高宮1丁目〜5丁目                                     |      |
| 1941年 | 大字高宮・大字野間                     | 多賀町               | 1968年 | 多賀1丁目〜2丁目                                                       |      |
| 1941年 | 大字高宮・大字野間                     | 福海町               | 1968年 | 多賀1丁目〜2丁目・高宮1丁目〜5丁目                                     |      |

住居表示実施後
| 町名                    | 設置年                          | 前身 | 備考                                                                         |
| ----------------------- | ------------------------------- | --- | ---------------------------------------------------------------------------- |
| 那の川1丁目〜2丁目      | 1962年                          | 永楽町・銀水町・幸ノ町・住ノ江町・八幡本町・二見町・黒金町・大字高宮・大字住吉                                                           | 2丁目の西半のみ分区の際に中央区になった。                                    |
| 平和1丁目・2丁目・4丁目 | 1964年                          | 平和町・上高宮町・大字平尾・大字高宮・大字下長尾                                                                                         | 3丁目・5丁目は中央区だが、ここでは便宜上中央区分についてもまとめて記載する。 |
| 皿山1丁目〜4丁目        | 1965年                          | 大字野間・大字若久・大字屋形原 |                                                                              |
| 柳河内1丁目〜2丁目      | 1965年                          | 大字野間・大字若久 |                                                                              |
| 的場1丁目〜2丁目        | 1965年                          | 大字上曰佐・大字下曰佐・大字横手 |                                                                              |
| 横手1丁目〜4丁目        | 1965年                          | 大字井尻・大字横手・大字下曰佐 |                                                                              |
| 市崎1丁目〜2丁目        | 1968年                          | 市崎町・上高宮町 |                                                                              |
| 大池1丁目〜2丁目        | 1968年                          | 野間新町1丁目〜8丁目・本南町・上高宮町・大字野間・大字高宮                                                                               |                                                                              |
| 大橋団地                | 1968年                          | 大字三宅・大字塩原 |                                                                              |
| 折立町                  | 1968年                          | 大字井尻 |                                                                              |
| 警弥郷1丁目〜3丁目      | 1968年                          | 大字警弥郷・大字上曰佐 |                                                                              |
| 多賀1丁目〜2丁目        | 1968年                          | 多賀町・野間新町1丁目〜8丁目・福海町・大字野間                                                                                           |                                                                              |
| 高木1丁目〜3丁目        | 1968年                          | 大字井尻・大字五十川 |                                                                              |
| 高宮1丁目〜5丁目        | 1968年                          | 西高宮町・北高宮町・下高宮町・南高宮町・高宮本町・磐瀬本町・上高宮町・福海町・本南町・野間本町・野間新町1丁目〜8丁目・大字高宮・大字野間 |                                                                              |
| 寺塚1丁目〜2丁目        | 1968年                          | 大字高宮・大字野間 |                                                                              |
| 長丘1丁目〜5丁目        | 1968年                          | 大字上長尾・大字下長尾・大字野間・大字高宮                                                                                               |                                                                              |
| 弥永1丁目〜5丁目        | 1968年(〜2丁目) 1971年(3丁目〜) | 大字警弥郷 |                                                                              |
| 弥永団地                | 1968年                          | 大字警弥郷 |                                                                              |
| 柳瀬1丁目〜2丁目        | 1968年                          | 大字警弥郷・大字上曰佐 |                                                                              |
| 若久団地                | 1968年                          | 大字若久・大字三宅 |                                                                              |
| 清水1丁目〜4丁目        | 1969年                          | 清住町・清水西町・高田町・日吉町・大字清水・大字塩原                                                                                     |                                                                              |
| 大楠1丁目〜3丁目        | 1970年                          | 宮田町・筑紫町・天代町・永田町・堀川町・下大楠町・東高宮町・八反町・上大楠町・下磐瀬町                                                   |                                                                              |
| 曰佐1丁目〜5丁目        | 1971年(1丁目) 1982年(2丁目〜)   | 大字下曰佐・大字上曰佐・大字横手・大字警弥郷                                                                                             |                                                                              |
| 西長住1丁目〜3丁目      | 1978年(〜2丁目) 1985年(3丁目)   | 大字上長尾 |                                                                              |
| 花畑1丁目〜4丁目        | 1980年(〜3丁目) 1985年(4丁目)   | 大字屋形原・大字桧原・大字柏原・大字野間                                                                                                 |                                                                              |
| 屋形原1丁目〜5丁目      | 1980年(〜3丁目) 1986年(4丁目)   | 大字屋形原・大字野多目 |                                                                              |
| 鶴田1丁目〜4丁目        | 1986年(〜2丁目) 年不詳(3丁目〜) | 大字屋形原 |                                                                              |
| 和田1丁目〜4丁目        | 1986年(1丁目) 年不詳(2丁目〜)   | 大字和田・大字野多目・大字三宅 |                                                                              |
| 長住1丁目〜7丁目        | 1972年                          | 大字上長尾・大字下長尾・大字野間・大字桧原                                                                                               |                                                                              |
| 井尻1丁目〜5丁目        | 1979年                          | 大字井尻・大字五十川・大字平原・大字諸岡・大字横手                                                                                       |                                                                              |
| 五十川1丁目〜2丁目      | 1979年                          | 大字五十川 |                                                                              |
| 大橋1丁目〜4丁目        | 1980年                          | 大字三宅・大字塩原 |                                                                              |
| 玉川町                  | 1980年                          | 玉川町・上磐瀬町・日吉町 |                                                                              |
| 筑紫丘1丁目〜2丁目      | 1980年                          | 神田町1丁目〜4丁目・大字野間・大字若久・大字塩原・大字三宅                                                                               |                                                                              |
| 中尾1丁目〜3丁目        | 1980年                          | 大字屋形原・大字若久 |                                                                              |
| 野間1丁目〜4丁目        | 1980年                          | 野間新町1丁目〜8丁目・神田町1丁目〜4丁目・野間本町・中村町・大字野間・大字塩原・大字若久                                                 |                                                                              |
| 南大橋1丁目〜2丁目      | 1980年                          | 大字三宅・大字若久・大字和田 |                                                                              |
| 三宅1丁目〜3丁目        | 1980年                          | 大字三宅・大字下曰佐 |                                                                              |
| 向野1丁目〜2丁目        | 1980年                          | 野間本町・大字塩原・大字野間 |                                                                              |
| 若久1丁目〜6丁目        | 1980年                          | 境町・中村町・大字若久・大字屋形原・大字和田・大字野間                                                                                   |                                                                              |
| 横手南町                | 1982年                          | 大字横手・大字平原・大字上曰佐 |                                                                              |
| 塩原1丁目〜4丁目        | 1983年                          | 大字塩原・大字三宅 |                                                                              |
| 大平寺1丁目〜2丁目      | 1985年                          | 大字桧原・大字柏原 |                                                                              |
| 桧原1丁目〜7丁目        | 1985年                          | 大字桧原・大字野間・大字屋形原 |                                                                              |
| 柏原1丁目〜7丁目        | 1986年                          | 大字柏原・大字屋形原 |                                                                              |
| 野多目1丁目〜6丁目      | 1986年                          | 大字野多目・大字下曰佐・大字和田・大字屋形原                                                                                             |                                                                              |
| 向新町1丁目〜2丁目      | 1986年                          | 大字下曰佐・大字野多目 |                                                                              |
| 老司1丁目〜5丁目        | 年不詳                          | 大字老司など |                                                                              |

#### 城南区
住居表示実施前
| 設置年 | 前身             | 町名                   | 消滅年 | 現町名                             | 備考              |
| ------ | ---------------- | ---------------------- | ------ | ---------------------------------- | ----------------- |
| 1931年 | 大字鳥飼・西新町 | 草ヶ江本町1丁目〜4丁目 | 1968年 | 城西団地・別府1丁目〜7丁目         |                   |
| 1931年 | 大字鳥飼・西新町 | 西田町1丁目〜3丁目     | 1971年 | 別府1丁目〜7丁目                   |                   |
| 1931年 | 大字鳥飼・西新町 | 弓ノ馬場町1丁目〜3丁目 | 1971年 | 別府1丁目〜7丁目                   |                   |
| 1931年 | 大字鳥飼・西新町 | 別府新町1丁目〜3丁目   | 1971年 | 田島1丁目〜6丁目・別府1丁目〜7丁目 |                   |
| 1931年 | 大字鳥飼・西新町 | 別府町1丁目〜2丁目     | 1971年 | 別府1丁目〜7丁目                   | 1丁目は1934年新設 |
| 1931年 | 大字鳥飼・西新町 | 別府北町1丁目・2丁目   | 1971年 | 鳥飼4丁目〜7丁目・別府1丁目〜7丁目 |                   |
| 1931年 | 大字鳥飼         | 竜王町                 | 1971年 | 鳥飼4丁目〜7丁目                   |                   |
| 1931年 | 大字鳥飼         | 下中浜町1丁目・2丁目   | 1971年 | 鳥飼4丁目〜7丁目                   |                   |
| 1931年 | 大字鳥飼・西新町 | 上中浜町1丁目〜3丁目   | 1971年 | 鳥飼4丁目〜7丁目                   |                   |
| 1931年 | 大字鳥飼・西新町 | 塩屋町1丁目・2丁目     | 1971年 | 鳥飼4丁目〜7丁目                   |                   |

住居表示実施後
| 町名               | 設置年                                             | 前身 | 備考                                                                                   |
| ------------------ | -------------------------------------------------- | --- | -------------------------------------------------------------------------------------- |
| 荒江団地           | 1968年                                             | 大字荒江・西新町 |                                                                                        |
| 金山団地           | 1968年                                             | 大字七隈 |                                                                                        |
| 城西団地           | 1968年                                             | 草ヶ江本町1丁目〜4丁目 |                                                                                        |
| 別府団地           | 1968年                                             | 大字田島 |                                                                                        |
| 荒江1丁目          |                                                    | | 分区の際に当地のみ城南区となり、他は早良区となっている。詳細は早良区の項を参照のこと。 |
| 長尾1丁目〜5丁目   | 1973年                                             | 大字下長尾・大字堤 |                                                                                        |
| 友丘1丁目〜6丁目   | 1976年                                             | 大字田島・大字七隈・大字片江 |                                                                                        |
| 七隈6丁目〜8丁目   | 1977年(〜5丁目) 1982年(6丁目〜)                    | 大字七隈・大字梅林・大字片江 |                                                                                        |
| 干隈1丁目〜2丁目   | 1977年(1丁目) 1982年(2丁目)                        | 大字梅林・大字干隈・大字野芥 |                                                                                        |
| 友泉亭             | 1977年                                             | 大字田島 |                                                                                        |
| 宝台団地           | 1969年                                             | 大字上長尾 |                                                                                        |
| 堤団地             | 1969年                                             | 大字堤 |                                                                                        |
| 東油山1丁目〜6丁目 | 1970年(1丁目) 1971年(2丁目〜3丁目) 年不詳(4丁目〜) | 大字東油山・大字片江・大字堤 |                                                                                        |
| 田島1丁目〜6丁目   | 1971年                                             | 別府新町1丁目〜3丁目・大字田島 |                                                                                        |
| 茶山1丁目〜6丁目   | 1971年                                             | 大字田島・大字七隈 |                                                                                        |
| 鳥飼4丁目〜7丁目   | 1971年                                             | 竜王町・塩屋町1丁目〜2丁目・上中浜町1丁目〜3丁目・下中浜町1丁目〜2丁目・別府北町1丁目〜2丁目・大字鳥飼                                                           |                                                                                        |
| 別府1丁目〜7丁目   | 1971年                                             | 別府町1丁目〜2丁目・別府新町1丁目〜3丁目・西田町1丁目〜3丁目・弓の馬場町1丁目〜3丁目・草ヶ江本町1丁目〜4丁目・別府北町1丁目〜2丁目・大字田島・大字鳥飼・大字七隈 |                                                                                        |
| 飯倉1丁目          |                                                    | | 分区の際に当地のみ城南区となり、他は早良区となっている。詳細は早良区の項を参照のこと。 |
| 梅林1丁目〜5丁目   | 1982年                                             | 大字梅林・大字干隈 |                                                                                        |
| 片江1丁目〜5丁目   | 1982年                                             | 大字堤・大字片江 |                                                                                        |
| 神松寺1丁目〜3丁目 | 1982年                                             | 大字片江 |                                                                                        |
| 堤1丁目〜2丁目     | 1982年                                             | 大字堤・大字片江 |                                                                                        |
| 西片江1丁目〜2丁目 | 1982年                                             | 大字片江・大字七隈 |                                                                                        |
| 樋井川1丁目〜7丁目 | 1982年                                             | 大字上長尾・大字下長尾・大字堤・大字桧原・大字東油山 |                                                                                        |
| 松山1丁目〜2丁目   | 1982年                                             | 大字片江・大字七隈 |                                                                                        |
| 南片江1丁目〜6丁目 | 1982年                                             | 大字堤・大字片江・大字東油山 |                                                                                        |

#### 早良区
住居表示実施前
| 設置年 | 前身                                                     | 町名               | 消滅年 | 現町名                                                   | 備考 |
| ------ | -------------------------------------------------------- | ------------------ | ------ | -------------------------------------------------------- | ---- |
| 1931年 | 大字鳥飼                                                 | 城西橋通           | 1969年 | 城西1丁目〜3丁目                                         |      |
| 1931年 | 大字鳥飼                                                 | 上今川橋通         | 1969年 | 城西1丁目〜3丁目・西新1丁目〜7丁目                       |      |
| 1931年 | 大字鳥飼                                                 | 今川通新町         | 1969年 | 城西1丁目〜3丁目・西新1丁目〜7丁目                       |      |
| 1931年 | 大字鳥飼・西新町                                         | 城西町             | 1969年 | 曙1丁目〜2丁目・城西1丁目〜3丁目                         |      |
| 1931年 | 大字鳥飼・西新町                                         | 二百石町           | 1969年 | 曙1丁目〜2丁目・城西1丁目〜3丁目                         |      |
| 1931年 | 大字鳥飼・西新町                                         | 西ヶ崎町           | 1969年 | 曙1丁目〜2丁目・城西1丁目〜3丁目                         |      |
| 1931年 | 大字鳥飼・西新町                                         | 西新町1丁目・2丁目 | 1969年 | 西新1丁目〜7丁目                                         |      |
| 1931年 | 西新町                                                   | 中田町             | 1969年 | 祖原・西新1丁目〜7丁目・城西1丁目〜3丁目                 |      |
| 1931年 | 西新町                                                   | 下ノ田町           | 1969年 | 祖原・城西1丁目〜3丁目                                   |      |
| 1934年 | 大字庄                                                   | 飛石町1丁目〜3丁目 | 1971年 | 室見1丁目〜5丁目                                         |      |
| 1934年 | 大字庄                                                   | 金門町1丁目・2丁目 | 1971年 | 室見1丁目〜5丁目                                         |      |
| 1934年 | 大字庄                                                   | 庄浜町1丁目・2丁目 | 1971年 | 室見1丁目〜5丁目                                         |      |
| 1934年 | 大字庄                                                   | 室見町1丁目〜4丁目 | 1971年 | 室見1丁目〜5丁目                                         |      |
| 1937年 | 西新町・大字庄・大字原                                   | 弥生町1丁目〜3丁目 | 1969年 | 弥生1丁目〜2丁目・百道1丁目〜3丁目・藤崎1丁目〜2丁目     |      |
| 1937年 | 西新町・大字庄・大字原・大字荒江                         | 昭代町1丁目〜4丁目 | 1969年 | 昭代1丁目〜3丁目・藤崎1丁目〜2丁目・曙1丁目〜2丁目       |      |
| 1937年 | 西新町・大字庄                                           | 紅葉町1丁目〜3丁目 | 1969年 | 高取1丁目〜2丁目・藤崎1丁目〜2丁目・昭代1丁目〜3丁目     |      |
| 1937年 | 西新町・下ノ田町                                         | 麁原1番丁〜4番丁   | 1969年 | 祖原・曙1丁目〜2丁目・城西1丁目〜3丁目・昭代1丁目〜3丁目 |      |
| 1937年 | 西新町・下ノ田町・西ヶ崎町・今川通新町・二百石町・城西町 | 曙町1丁目〜3丁目   | 1969年 | 曙1丁目〜2丁目・城西1丁目〜3丁目                         |      |
| 1937年 | 西新町・大字庄                                           | 藤崎町1丁目〜3丁目 | 1969年 | 藤崎1丁目〜2丁目・百道1丁目〜3丁目・高取1丁目〜2丁目     |      |
| 1937年 | 西新町                                                   | 神楽町             | 1969年 | 高取1丁目〜2丁目                                         |      |
| 1937年 | 西新町                                                   | 弓田町             | 1969年 | 高取1丁目〜2丁目                                         |      |
| 1937年 | 西新町                                                   | 上野町             | 1969年 | 祖原・西新1丁目〜7丁目                                   |      |
| 1951年 | 西新町・大字荒江・大字原                                 | 福陵町1丁目〜3丁目 | 1978年 | 荒江1丁目〜3丁目・原1丁目〜8丁目                         |      |

住居表示実施後
| 町名               | 設置年                          | 前身 | 備考                                                                          |
| ------------------ | ------------------------------- | --- | ----------------------------------------------------------------------------- |
| 南庄1丁目〜6丁目   | 1966年(〜4丁目) 1974年(5丁目〜) | 大字庄 |                                                                               |
| 原団地             | 1967年                          | 大字原・大字庄                                                                                                   |                                                                               |
| 有田1丁目〜8丁目   | 1968年(〜2丁目) 1984年(3丁目〜) | 大字有田・大字小田部・大字橋本・大字次郎丸                                                                       |                                                                               |
| 曙1丁目〜2丁目     | 1969年                          | 城西町・二百石町・曙町1丁目〜3丁目・西ヶ崎町・麁原1番丁〜4番丁・昭代町1丁目〜4丁目                               |                                                                               |
| 城西1丁目〜3丁目   | 1969年                          | 城西橋通・今川橋通・今川通新町・城西町・二百石町・西ヶ崎町・曙町1丁目〜3丁目・麁原1番丁〜4番丁・下ノ田町・中田町 |                                                                               |
| 昭代1丁目〜3丁目   | 1969年                          | 昭代町1丁目〜4丁目・麁原1番丁〜4番丁・紅葉町1丁目〜3丁目                                                         |                                                                               |
| 祖原               | 1969年                          | 下ノ田町・中田町・上野町・麁原1番丁〜4番丁・西新町                                                               |                                                                               |
| 高取1丁目〜2丁目   | 1969年                          | 紅葉町1丁目〜3丁目・藤崎町1丁目〜3丁目・神楽町・弓田町・西新町                                                   |                                                                               |
| 西新1丁目〜7丁目   | 1969年                          | 西新町1丁目〜2丁目・今川橋通・今川通新町・中田町・上野町・西新町                                                 |                                                                               |
| 藤崎1丁目〜2丁目   | 1969年                          | 藤崎町1丁目〜3丁目・紅葉町1丁目〜3丁目・弥生町1丁目〜3丁目・昭代町1丁目〜4丁目・西新町                           |                                                                               |
| 百道1丁目〜3丁目   | 1969年                          | 藤崎町1丁目〜3丁目・弥生町1丁目〜3丁目                                                                           |                                                                               |
| 弥生1丁目〜2丁目   | 1969年                          | 弥生町1丁目〜3丁目                                                                                               |                                                                               |
| 室住団地           | 1970年                          | 大字橋本・大字有田・大字小田部                                                                                   |                                                                               |
| 室見1丁目〜5丁目   | 1971年                          | 室見町1丁目〜4丁目・飛石町1丁目〜3丁目・金門町1丁目〜2丁目・庄浜町1丁目〜2丁目・大字庄                           |                                                                               |
| 小田部1丁目〜5丁目 | 1973年(〜5丁目) 1974年(6丁目〜) | 大字小田部 |                                                                               |
| 星の原団地         | 1973年                          | 大字干隈・大字原                                                                                                 |                                                                               |
| 荒江2丁目〜3丁目   | 1973年                          | 福陵町1丁目〜3丁目・西新町・大字荒江                                                                             | 当時は1丁目から3丁目まで西区だったが、1丁目のみ分区の際に城南区となっている。 |
| 四箇田団地         | 1976年                          | 大字四箇・大字田                                                                                                 |                                                                               |
| 飯倉2丁目〜8丁目   | 1977年(〜7丁目) 1982年(8丁目)   | 大字飯倉・大字原・大字干隈                                                                                       | 当時は1丁目から7丁目まで西区だったが、1丁目のみ分区の際に城南区となっている。 |
| 有田団地           | 1978年                          | 大字有田 |                                                                               |
| 原1丁目〜8丁目     | 1978年                          | 福陵町1丁目〜3丁目・大字原・大字免・大字庄                                                                       |                                                                               |
| 賀茂1丁目〜4丁目   | 1982年                          | 大字免・大字西脇・大字原・大字有田                                                                               |                                                                               |
| 干隈3丁目〜6丁目   | 1982年                          | 大字干隈・大字西脇・大字野芥                                                                                     |                                                                               |
| 梅林6丁目〜7丁目   | 1983年                          | 大字野芥・大字梅林                                                                                               |                                                                               |
| 田隈1丁目〜3丁目   | 1983年                          | 大字田・大字西脇・大字野芥                                                                                       |                                                                               |
| 野芥1丁目〜8丁目   | 1983年                          | 大字野芥・大字梅林・大字西油山・大字重留・大字西脇                                                               |                                                                               |
| 内野1丁目〜8丁目   | 年不詳                          | 大字内野など |                                                                               |
| 早良1丁目〜7丁目   | 年不詳                          | 大字内野など |                                                                               |
| 四箇1丁目〜6丁目   | 年不詳                          | 大字四箇など |                                                                               |
| 重留1丁目〜8丁目   | 年不詳                          | 大字重留など |                                                                               |
| 次郎丸1丁目〜6丁目 | 年不詳                          | 大字次郎丸など                                                                                                   |                                                                               |
| 田村1丁目〜7丁目   | 年不詳                          | 大字田など |                                                                               |
| 西入部1丁目〜5丁目 | 年不詳                          | 大字西入部など                                                                                                   |                                                                               |
| 東入部1丁目〜8丁目 | 年不詳                          | 大字東入部など                                                                                                   |                                                                               |
| 百道浜1丁目〜4丁目 | 年不詳                          | 埋立地 |                                                                               |
| 脇山1丁目〜2丁目   | 年不詳                          | 大字脇山など |                                                                               |

#### 西区
住居表示実施前
現・西区域では、住居表示実施以前には町名設置は行われなかった。ただし、姪浜町は通称町名が使用されてきたという。
住居表示実施後
| 町名                 | 設置年                        | 前身                                                 | 備考                        |
| -------------------- | ----------------------------- | ---------------------------------------------------- | --------------------------- |
| 豊浜1丁目〜3丁目     | 1968年(〜2丁目) 1976年(3丁目) | 埋立地                                               |                             |
| 太郎丸1丁目〜4丁目   | 1973年                        | 大字太郎丸・大字田尻・大字元岡                       | 住居表示未実施。            |
| 元浜1丁目〜4丁目     | 1973年                        | 大字元岡・大字太郎丸                                 | 住居表示未実施。            |
| 横浜1丁目〜3丁目     | 1973年(〜2丁目) 年不詳(3丁目) | 横浜・今宿町・大字徳永・大字田尻                     |                             |
| 壱岐団地             | 1975年                        | 大字拾六町・大字野方・大字橋本                       |                             |
| 愛宕1丁目〜4丁目     | 1976年                        | 姪浜町                                               |                             |
| 下山門団地           | 1976年                        | 大字下山門                                           |                             |
| 姪の浜1丁目〜6丁目   | 1976年                        | 姪浜町                                               |                             |
| 大町団地             | 1977年                        | 姪浜町・大字下山門                                   |                             |
| 十郎川団地           | 1978年                        | 大字石丸・大字拾六町                                 |                             |
| 拾六町団地           | 1978年                        | 大字拾六町・大字野方                                 |                             |
| 福重団地             | 1978年                        | 大字福重・大字小田部                                 |                             |
| 城の原団地           | 1979年                        | 大字下山門・大字拾六町                               |                             |
| 小戸1丁目〜5丁目     | 1984年(〜4丁目) 1986年(5丁目) | 姪浜町                                               |                             |
| 生の松原1丁目〜4丁目 | 1986年                        | 大字下山門・大字拾六町                               |                             |
| 内浜1丁目〜2丁目     | 1986年(2丁目) 年不詳(1丁目)   | 姪浜町                                               |                             |
| 下山門1丁目〜4丁目   | 1986年                        | 大字下山門・姪浜町                                   |                             |
| 戸切1丁目〜3丁目     | 1986年                        | 大字戸切・大字橋本・大字羽根戸                       |                             |
| 野方1丁目〜7丁目     | 1986年(〜6丁目) 年不詳(7丁目) | 大字野方・大字橋本・大字戸切・大字羽根戸・大字拾六町 |                             |
| 橋本1丁目〜2丁目     | 1986年                        | 大字橋本・大字拾六町                                 |                             |
| 石丸1丁目〜4丁目     | 1987年(〜3丁目) 年不詳(4丁目) | 大字石丸・大字福重・大字下山門                       |                             |
| 今宿駅前1丁目        | 1987年                        | 今宿青木                                             |                             |
| 今宿東1丁目〜3丁目   | 1987年                        | 今宿青木・今宿町                                     |                             |
| 上山門1丁目〜3丁目   | 1987年                        | 大字下山門・大字拾六町                               |                             |
| 拾六町1丁目〜5丁目   | 1987年                        | 大字拾六町・大字野方                                 |                             |
| 福重1丁目〜5丁目     | 1987年                        | 大字福重・姪浜町・大字小田部                         |                             |
| 愛宕浜1丁目〜4丁目   | 年不詳                        | 姪浜町                                               |                             |
| 生松台1丁目〜3丁目   | 年不詳                        | 大字野方など                                         |                             |
| 泉1丁目〜3丁目       | 年不詳                        | 大字周船寺・大字田尻                                 |                             |
| 今宿1丁目〜3丁目     | 年不詳                        | 今宿町など                                           |                             |
| 周船寺1丁目〜3丁目   | 年不詳                        | 大字周船寺など                                       |                             |
| 田尻1丁目〜3丁目     | 年不詳(1丁目) 2022年(2丁目〜) | 大字田尻・大字徳永・周船寺3丁目など                  | 3丁目は住居表示未実施。     |
| 西の丘1丁目〜3丁目   | 2000年                        | 大字拾六町・今宿青木・大字野方                       |                             |
| 愛宕南1丁目〜2丁目   | 2002年                        | 姪浜町・大字庄                                       |                             |
| 姪浜駅南1丁目〜4丁目 | 2002年                        | 姪浜町                                               |                             |
| 室見が丘1丁目〜3丁目 | 2005年                        | 大字西入部・大字金武                                 |                             |
| 富士見1丁目〜3丁目   | 2006年                        | 大字田尻                                             |                             |
| 今宿西1丁目          | 2013年                        | 今宿町                                               |                             |
| 北原1丁目〜2丁目     | 2013年(1丁目) 2022年(2丁目)   | 大字徳永・大字女原・大字田尻・周船寺3丁目            |                             |
| 九大新町             | 2013年                        | 大字元岡                                             | 住居表示未実施。            |
| 西都1丁目〜2丁目     | 2013年                        | 大字徳永・大字女原・今宿町                           |                             |
| 徳永北               | 2013年                        | 大字徳永・大字女原                                   |                             |
| 女原北               | 2013年                        | 大字女原                                             |                             |
| 田尻東1丁目〜4丁目   | 2022年                        | 大字田尻                                             | 2丁目以降は住居表示未実施。 |
| 学園通1丁目〜3丁目   | 2022年                        | 大字田尻                                             | 住居表示未実施。            |
| 丸川1丁目〜2丁目     | 2022年                        | 大字田尻・大字太郎丸                                 | 住居表示未実施。            |

## 通称町名
福岡市では、上記の正式町名のほかに、通称町名が慣用的に用いられる場合がある。以下に、大字地区で主要に使われた1941年時点での通称町名を列挙する。ただし、既に町名設置が行われている地区でさらに通称が使われている場合は除き(千代町の小字地区ものぞく)、あくまで大字地区の通称について記述する。また、1941年時点で通称地区として用いられていても、戦後に正式町名として採用されたものはここでは除いてある。なお、「旧○○村」という見出しがついている地区については、大字名の表記がないものは、そのまま大字名＝通称名として用いられている地区であり、複数の町が設置されている場合には()書きで複数の町名を列挙している。
| 地区・大字名                               | 通称町名 | 備考                                                                           |
| ------------------------------------------ | --- | ------------------------------------------------------------------------------ |
| 西新町                                     | 百道町、中西(西新町3丁目)、大西(西新町4丁目)、西新町5丁目、西新町本通り1丁目～5丁目 | 西新町は通称としては6丁目まで存在するが、6丁目は正式には藤崎町の一部にあたる。 |
| 春吉地区(主に大字春吉)                     | 春吉1番丁～7番丁、春吉六軒屋町、春吉前新屋町、春吉新屋、住吉新屋、三軒家町、上四十川、下四十川、三光町(東土橋、西土橋、南土橋)、上寺町、下寺町、花園本町、上花園町、住吉花園町、大門通、柳橋町 |                                                                                |
| 簑島地区(大字住吉)                         | 南小路、日之出町、簑島東本町、簑島新町、簑島本町、簑島橋通、新簑島町、住田町、沖部町 |                                                                                |
| 住吉地区(大字住吉)                         | 木下町、南新町、小柳町、新町、下宮崎町、横田町、昭和町、上宮崎町、上横田町、東住吉町、宮前町、西住吉町、北住吉町(住吉町3丁目・本町)、新瓦町、松月町、管弦町(住吉町1丁目)、住吉町2丁目、向島町 |                                                                                |
| 花畑地区(旧八幡村分のみ)                   | 屋形原、野間皿山、若久町 |                                                                                |
| 現・博多駅周辺地区(大字犬飼・大字春吉ほか) | 新堀町、下人参町、明治町4丁目～5丁目、末広町、犬飼南町、比恵本町通 |                                                                                |
| 大字西堅粕                                 | 西堅粕1丁目～7丁目 |                                                                                |
| 馬出地区(主に大字馬出)                     | 上町1丁目～3丁目、本町1丁目～3丁目、八幡町、新富町、山丸町、新栄町、汐井町、日本町、大仏通、翁町、老松町、千石町、松月町、宮ノ町、西堂町1丁目～2丁目、寺中町、御所ノ内町1丁目～2丁目、御所ノ内本町、於網町、寺中本町、御所町、白山町、三角町、三角下本町、三角上本町、万世町、大正町、米田町、東公園、下臼井 |                                                                                |
| 吉塚地区(大字堅粕・大字馬出)               | 吉塚町1丁目～8丁目、吉塚昭和町、吉塚高砂町、天満町、東新町、明町、平和町、堅粕東町、堅粕古小路町、稲穂町、堅粕新町、新緑町、西林寺町、竹田町、東堅粕1丁目～2丁目、東堅粕町、吉田町、中町 |                                                                                |
| 旧樋井川村                                 | 田島(田島町・輝国町・友泉亭)、片江町、堤町、東油山町、上長尾町、下長尾町、柏原町、桧原町 |                                                                                |
| 旧原村                                     | 原町、庄(西ノ庄東町・西ノ庄西町)、有田町、荒江町、飯倉町、七隈(七隈町・七隈原町)、小田部町 |                                                                                |
| 旧席田村                                   | 雀居町、東平尾(東平尾・府内町)、青木町、上臼井、下臼井(下臼井町・大井町)、立花寺、上月隈、下月隈、久保田 |                                                                                |
| 姪浜町                                     | 愛宕下町(愛宕下・浦山・木津)、竹山町、新町、宮前町(宮前町・北小路町)、旦過町、水町、野間町(上野間町・下野間町)、都町(曽根原町)、小戸町(西町・弥丸町)、砲台町、当方町、魚町、網屋町、東町、三ヶ町、弁天町、早良鉱業所(川口町、港町、仲見町、浜ノ町、旧栄町、新栄町、築地町、稲荷町、蛎瀬町、正津町、小浜町) |                                                                                |
| 旧三宅村                                   | 野多目町、老司町、和田町、三宅(三宅本町、天神前町、東大橋、西大橋町、堂ノ原町)、塩原(塩原町、向野町、藤永田町)、清水(清水本町・清水東町) |                                                                                |
| 箱崎地区(主に大字箱崎)                     | 中央街(後小路・蔵本町)、馬場町(東社馬場・西社馬場・明治町)、宮前町(西宮前・東宮前)、上社家町、網屋立筋、網屋本町、白浜町(白浜町・網屋新町)、汐井町(御汐井町・山崎町・松ヶ枝町)、御茶屋跡・茶屋小路(御茶屋跡・中小路・下中小路)、昭和町(昭和町・松浜町)、海門戸町(南海門戸、北海門戸)、原田町(原田・相保町)、東新町、新楽町(新町・下小寺・勝楽寺町)、米山町(東今宿・今福・上小寺)、筥松町(網屋本町・東本馬場・阿多田・武内通)、下社家町、前川町(東阿多田・郷口町)、帝大前(帝大前・立小路)、米一丸(工科前・東工科前・米一前・大和町・松原町・新建町)、二又瀬寿町、駅前町(駅前町・伏敵町)、潮井浜町、船津町、中松町、唐船町、小松町、飛島町、高松町、小石町、鎮西町、貝塚町、芦ヶ浦町、高須磨町 |                                                                                |
| 旧壱岐村                                   | 下山門(下山門・城ノ原・生ノ松原)、石丸、福重、橋本、戸切、野方、拾六町 |                                                                                |
| 能古                                       | 大迫、北浦、東、江ノ口、西 |                                                                                |
| 旧今宿村                                   | 谷(谷・松原・横町・上町)、横浜、青木、上ノ原 |                                                                                |
| 今津                                       | 今津、浜崎、大原、本町 |                                                                                |